# Liste der Biografien/Hoc
Liste der Biografien |
Portal Biografien |
Personensuche
# |
A |
B |
C |
D |
E |
F |
G |
H |
I |
J |
K |
L |
M |
N |
O |
P |
Q |
R |
S |
T |
U |
V |
W |
X |
Y |
Z |
?
 
Ha |
Hd |
He |
Hi |
Hj |
Hk |
Hl |
Hm |
Hn |
Ho |
Hr |
Hs |
Ht |
Hu |
Hv |
Hw |
Hy
 
Hoa |
Hob |
Hoc |
Hod |
Hoe |
Hof |
Hog–Hok |
Hol |
Hom |
Hon |
Hoo |
Hop |
Hoq |
Hor |
Hos |
Hot |
Hou |
Hov |
How |
Hox |
Hoy |
Hoz
Die Liste der Biografien führt alle Personen auf, die in der deutschsprachigen Wikipedia einen Artikel haben. Dieses ist eine Teilliste mit 496 Einträgen von Personen, deren Namen mit den Buchstaben „Hoc“ beginnt.

## Hoc
- Hoc, Czesław (* 1954), polnischer Arzt und Politiker, Mitglied des Sejm

### Hoca
- Hocaoğulları, Enes (* 2002), türkischer Jugend- und LGBTI+-Menschenrechtler

### Hocd
- Hocdé, Yves (* 1973), französischer Ruderer

### Hoce
- Hoces, Francisco de, spanischer Seefahrer
- Hočevar, Andrej (* 1980), slowenischer Schriftsteller, Lyriker und Übersetzer
- Hočevar, Andrej (* 1984), slowenischer Eishockeytorwart
- Hočevar, Franc (1853–1919), österreichischer Mathematiker
- Hočevar, Matej (* 1982), slowenischer Eishockeyspieler
- Hocevar, Ricardo (* 1985), brasilianischer Tennisspieler
- Hočevar, Rolf K. (* 1938), deutscher Politikwissenschaftler
- Hočevar, Stanislav (* 1945), slowenischer Ordensgeistlicher, emeritierter römisch-katholischer Erzbischof von Belgrad
- Hočevar, Zoran (* 1944), slowenischer Schriftsteller, Dramatiker, Drehbuchautor und Maler

### Hoch
- Hoch, Adolf (1910–1992), österreichischer Architekt
- Hoch, Albert († 1720), deutscher Stiftspropst
- Hoch, Alfred (* 1971), österreichischer Politiker (ÖVP), Landtagsabgeordneter und Gemeinderat
- Hoch, André (* 1998), deutscher Degenfechter
- Hoch, Anton (1842–1919), deutscher Unternehmer
- Hoch, Anton (1914–1981), deutscher Archivar und Historiker
- Hoch, Clemens (* 1978), deutscher Politiker (SPD), MdL
- Hoch, Daniel (* 1979), schwedischer Fußballspieler
- Hoch, Daniel K. (1866–1960), US-amerikanischer Politiker
- Hoch, Danny (* 1970), US-amerikanischer SchauspielerDanny Hoch (* 1970)

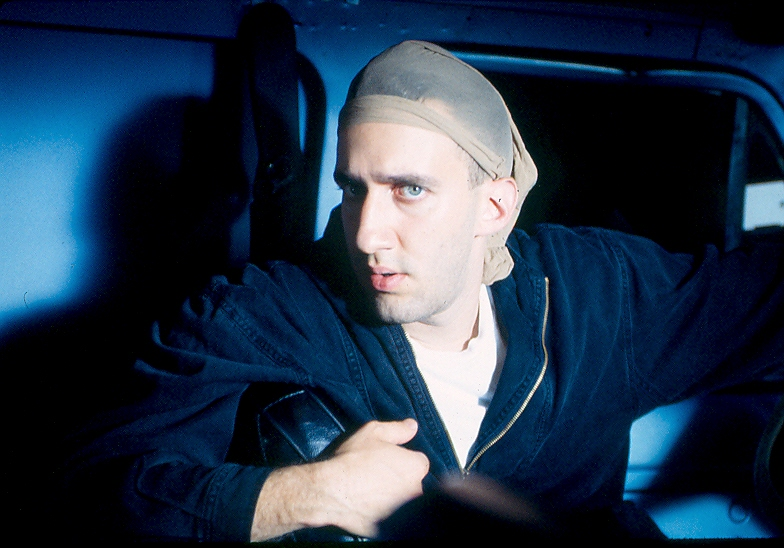
Danny Hoch (* 1970)

- Hoch, Doris (* 1954), deutsche Politikerin (Bündnis 90/Die Grünen), MdBB
- Hoch, Edward D. (1930–2008), US-amerikanischer Krimischriftsteller
- Hoch, Edward W. (1849–1925), US-amerikanischer Politiker
- Hoch, Eva (* 1970), deutsche Psychologin und Wissenschaftlerin
- Hoch, Franz Xaver (1869–1916), deutscher Maler und Grafiker
- Hoch, Fritz (1896–1984), deutscher Politiker (SPD)
- Hoch, Gerhard (1923–2015), deutscher Bibliothekar, Landeshistoriker und politischer Fachautor
- Hoch, Gero (* 1948), deutscher Wirtschaftswissenschaftler und Hochschullehrer
- Hoch, Gottfried (* 1947), deutscher Konteradmiral
- Hoch, Gregor (1936–1992), österreichischer Politiker (ÖVP), Landtagsabgeordneter zum Vorarlberger Landtag
- Hoch, Günter, österreichischer Botaniker
- Höch, Günter (1921–2015), deutscher Politiker (SPD), MdL Baden-Württemberg
- Hoch, Gustav (1862–1942), deutscher Politiker (SPD), MdR
- Höch, Hannah (1889–1978), deutsche Malerin, Grafikerin und Collagekünstlerin des DadaismusHannah Höch (1889–1978)

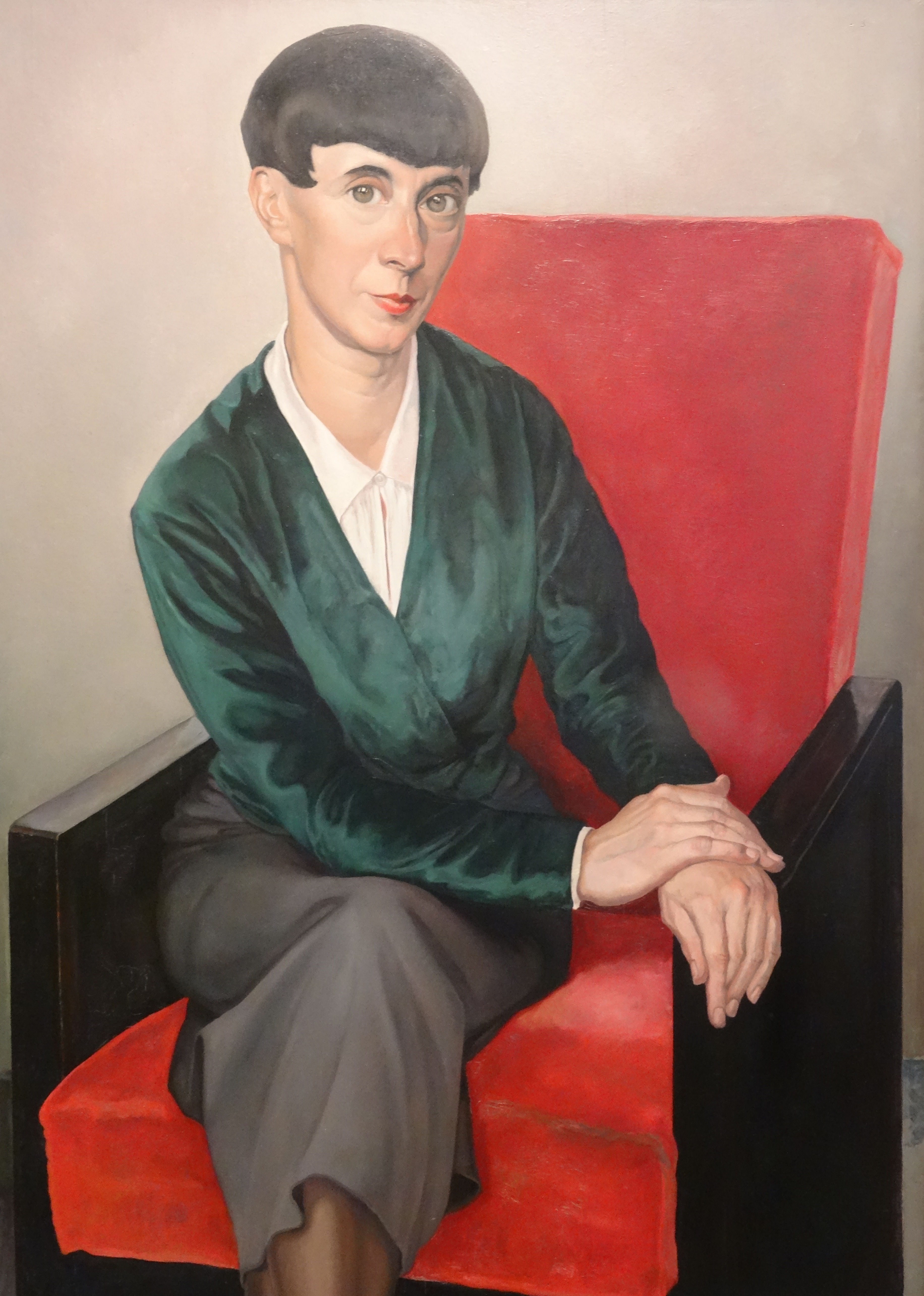
Hannah Höch (1889–1978)

- Hoch, Hans Peter (1924–2011), Grafikdesigner, Typograf, Fotograf und Vertreter der konkreten Malerei
- Hoch, Hans-Bernhard (1928–2020), deutscher Kantor und Kirchenmusikdirektor
- Hoch, Homer (1879–1949), US-amerikanischer Jurist und Politiker
- Hoch, Jenny (* 1976), deutsche Kulturjournalistin
- Hoch, Johann Peter Hieronymus (1779–1831), deutscher Jurist und Politiker
- Hoch, Josef (* 1960), deutscher Jurist, Richter am Bundesgerichtshof
- Hoch, Joseph (1815–1874), deutscher Stifter
- Hoch, Jules, Polizeichef der liechtensteinischen Landespolizei
- Hoch, Karl-Ludwig (1929–2015), deutscher Kunsthistoriker und Theologe
- Hoch, Käte (1873–1933), deutsche Malerin
- Hoch, Lambert Anthony (1903–1990), US-amerikanischer Geistlicher, römisch-katholischer Bischof von Sioux Falls
- Hoch, Matthias (1863–1930), sächsischer Generalleutnant
- Hoch, Matthias (* 1958), deutscher Fotograf
- Hoch, Merle (* 1982), deutsche Musicaldarstellerin (Sopran)
- Hoch, Michael (* 1961), deutscher Entwicklungsbiologe, Rektor der Rheinischen Friedrich-Wilhelms-Universität BonnMichael Hoch (* 1961)

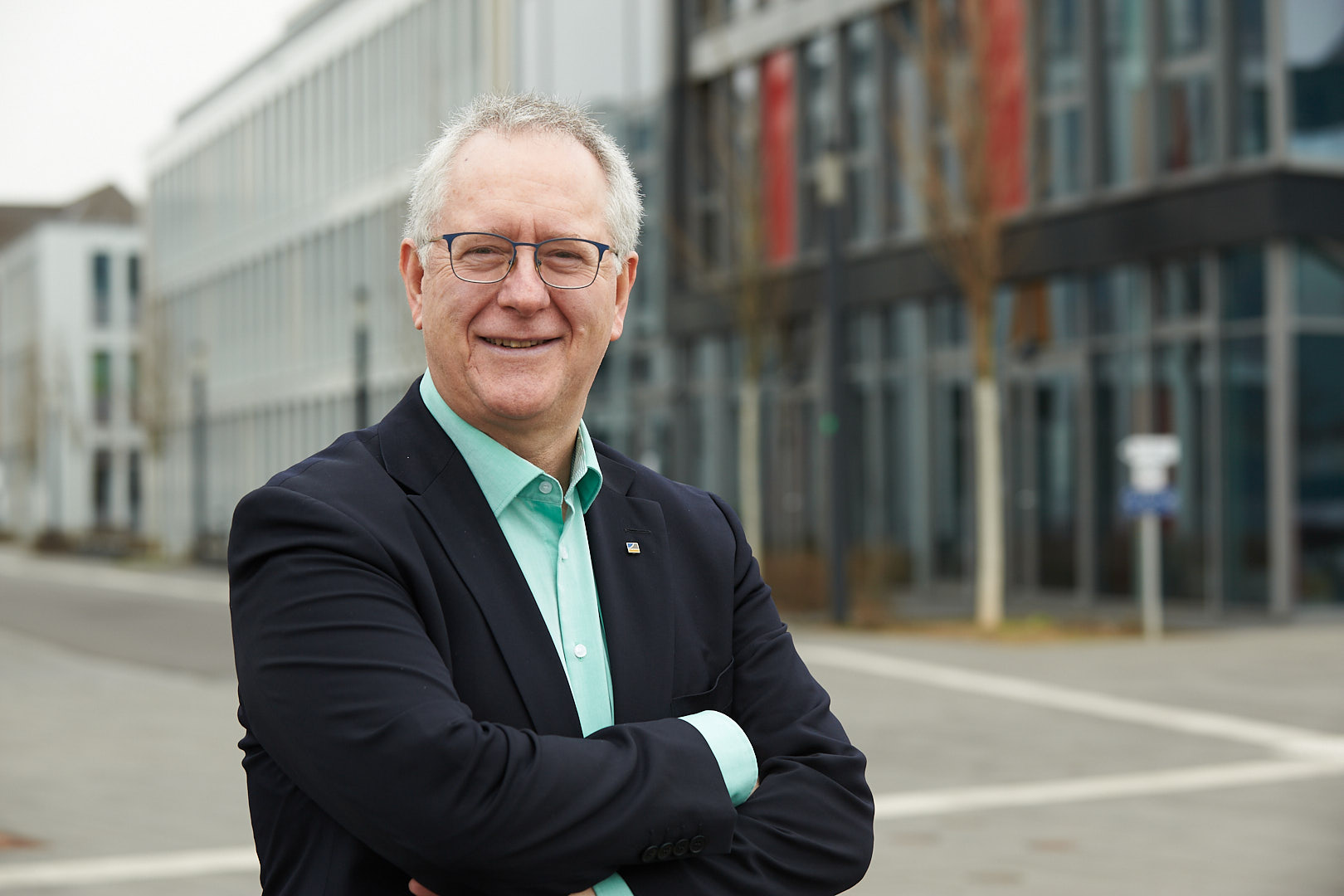
Michael Hoch (* 1961)

- Hoch, Nicolai (* 1993), deutscher Rockmusiker, Songwriter und Autor
- Hoch, Oswald (1936–2019), deutscher Politiker (SPD, FDP), MdL
- Hoch, Peter (* 1599), Schweizer Schreiner
- Hoch, Peter (* 1937), deutscher Musikpädagoge und Komponist
- Hoch, Reuben (* 1959), amerikanischer Jazzmusiker (Schlagzeug, Komposition) und Arzt
- Hoch, Ronald (* 1956), deutscher Fußballspieler
- Hoch, Rudolf (1880–1936), deutscher Schauspieler und Regisseur
- Hoch, Wilhelm (1893–1954), deutscher Jurist und Politiker (BCSV, CDU)
- Hoch, Winton C. (1905–1979), US-amerikanischer Kameramann
- Hoch, Xaver (* 1947), liechtensteinischer Politiker (FBP)
- Hoch, Yehuda (* 1946), israelischer Schachkomponist
- Hoch-Kraft, Daniel (* 1978), deutscher Bobfahrer
- Hoch-Nielsen, Toril (* 1966), norwegische Fußballspielerin

#### Hocha
- Hochachka, Peter William (1937–2002), kanadischer Zoologe
- Hochapfel, Hans (1871–1930), deutscher Komponist
- Hochapfel, Karsten (* 1978), deutscher Jazzmusiker (Gitarre, Cello, Komposition)
- Hochart, Polydore (1831–1916), französischer Lehrer und Historiker

#### Hochb
- Hochbaum, Friedrich (1894–1955), deutscher General der Infanterie im Zweiten Weltkrieg
- Hochbaum, Johannes (1877–1952), deutscher Generalmajor im Zweiten Weltkrieg
- Hochbaum, Robert (* 1954), deutscher Politiker (CDU), MdB
- Hochbaum, Werner (1899–1946), deutscher Filmregisseur
- Hochberg, Alexander (1905–1984), polnisch-deutscher Adeliger und OffizierAlexander Hochberg (1905–1984)

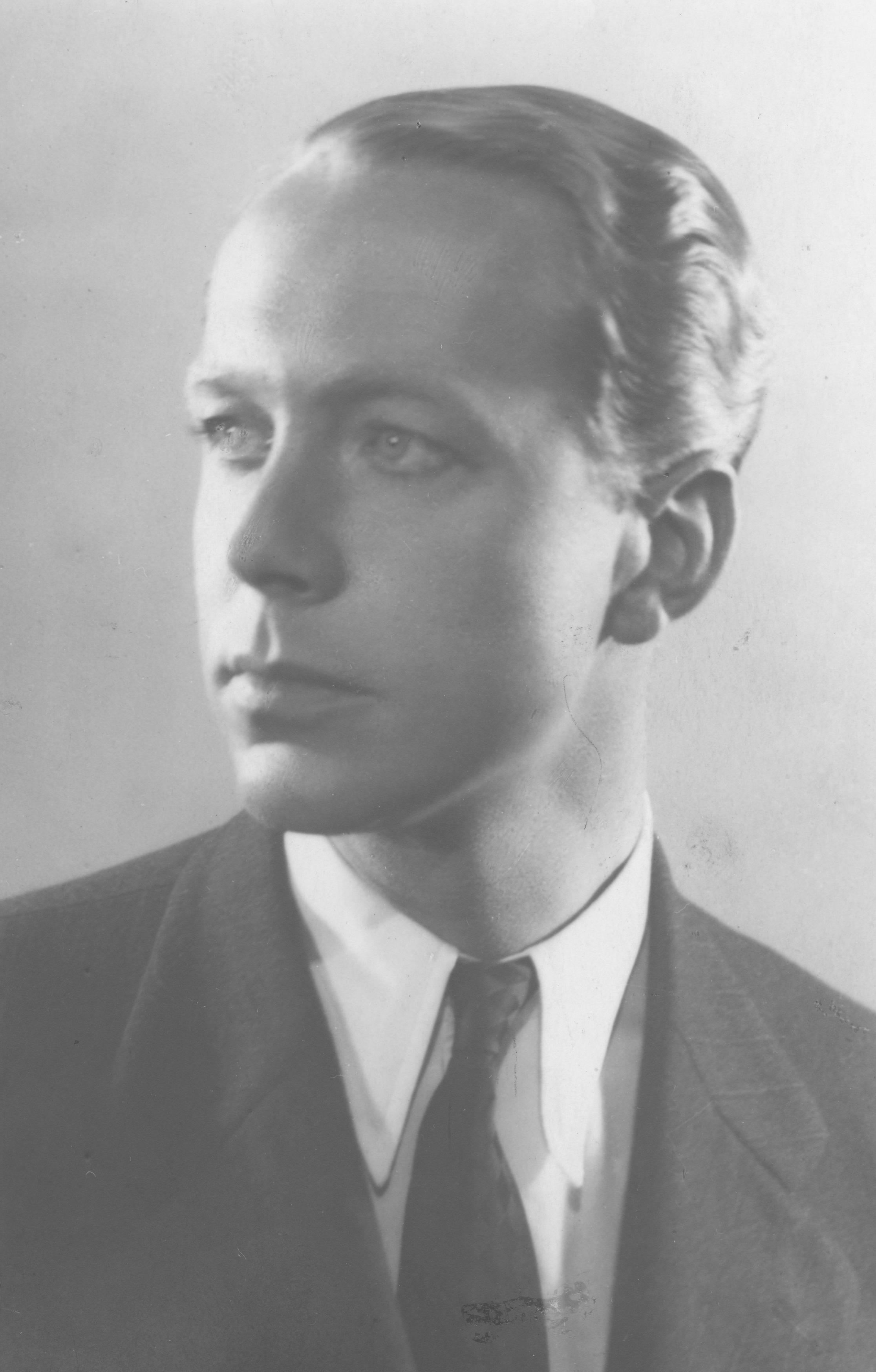
Alexander Hochberg (1905–1984)

- Hochberg, Bolko von (1843–1926), deutscher Diplomat, Intendant und Komponist
- Hochberg, Dawid (1925–1943), polnischer Widerstandskämpfer des Allgemeinen jüdischen Arbeiterbunds („Bund“) im Warschauer Ghetto
- Hochberg, Hans Heinrich XVI. von (1874–1933), deutscher Gutsbesitzer und Landwirtschaftsfunktionär
- Hochberg, Hermann von (1813–1884), preußischer Verwaltungsjurist, Landrat von Habelschwerdt und MdPrA
- Hochberg, Julian (1923–2022), US-amerikanischer Wahrnehmungspsychologe
- Höchberg, Karl (1853–1885), sozialdemokratischer Publizist und Mäzen
- Hochberg, Luise Karoline von (1767–1820), zweite Ehefrau des Markgrafen und späteren Großherzogs Karl Friedrich von BadenLuise Karoline von Hochberg (1767–1820)

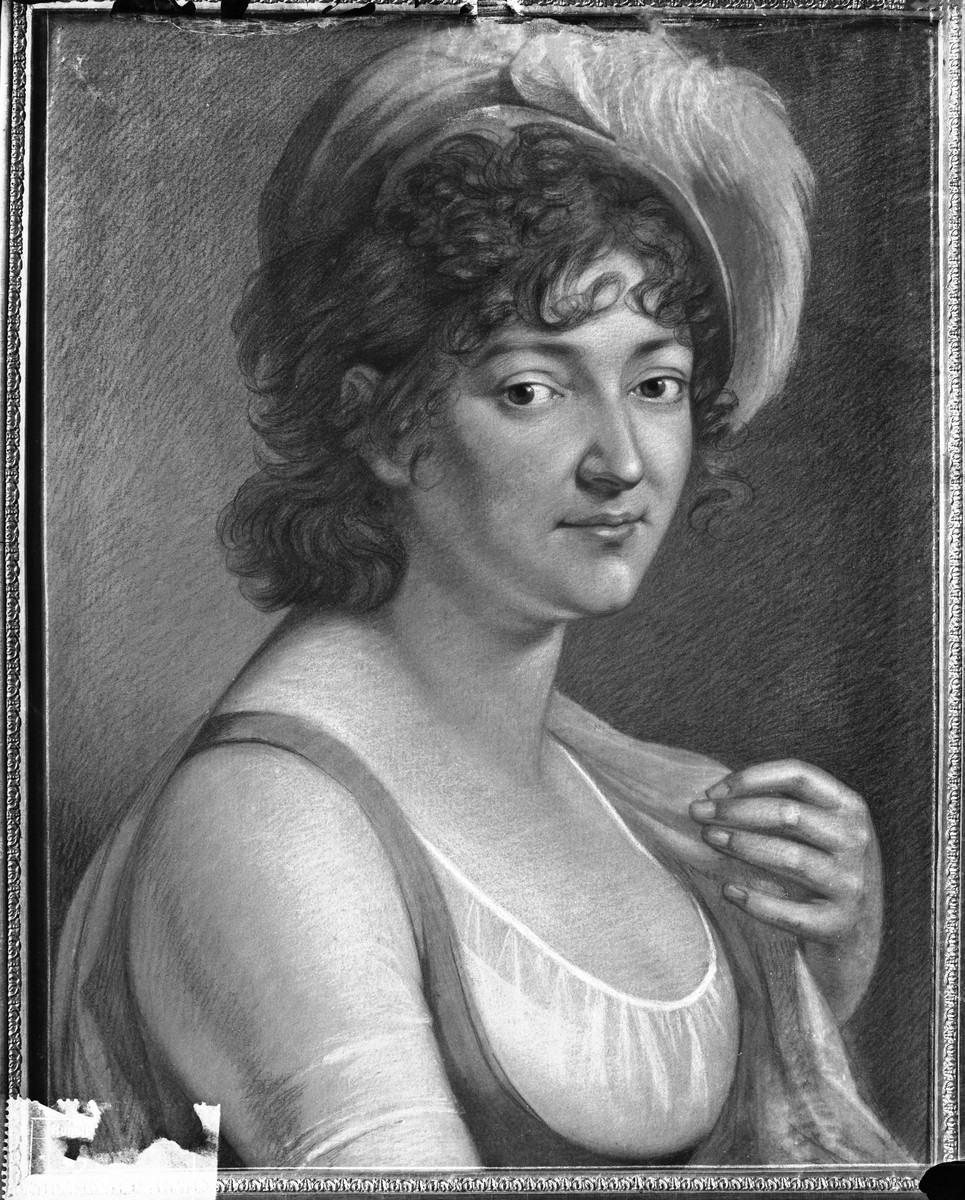
Luise Karoline von Hochberg (1767–1820)

- Hochberg, Sami (1869–1917), russischer zionistischer Publizist, Diplomat und deutscher Geheimagent
- Hochberger, Gallus von (1803–1901), österreichischer Mediziner, k.k. Hofrat und fürstl. Reuß-Seitz’scher Hofrat
- Hochberger, Simon (1906–1947), deutsch- und englischsprachiger Schriftsteller
- Hochbichler, Franz Xaver (1733–1825), österreichischer römisch-katholischer Geistlicher
- Hochbruck, Hubert (1930–2024), deutscher Maschinenbauingenieur und Eisenbahnexperte
- Hochbruck, Marlis (* 1964), deutsche Mathematikerin
- Hochbruck, Wolfgang (* 1959), deutscher Amerikanist
- Hochbrucker, Christian (* 1733), Harfenist, Harfenlehrer und Komponist
- Hochbrucker, Coelestin (1727–1805), deutscher Organist, Harfenist und Komponist
- Hochbrucker, Jacob († 1763), Harfenist, Zupfinstrumentenbauer, Geigenbauer und Lautenmacher
- Hochbrucker, Simon (1699–1750), deutscher Harfenist und Komponist
- Hochbrueckner, George J. (* 1938), US-amerikanischer Soldat und Politiker

#### Hochd
- Hochdanz, Emil (1816–1885), deutscher Lithograf und Verleger
- Hochdorf, Max (1880–1948), deutscher Schriftsteller, Auslandskorrespondent, Theaterkritiker, Dramatiker und Übersetzer
- Hochdörfer, Johann Heinrich (1799–1851), protestantischer Pfarrer Frühsozialist und Publizist

#### Hoche
- Hoche Yaya Aden (* 1967), dschibutischer Leichtathlet
- Hoche, Alfred (1865–1943), deutscher Psychiater und NeurologeAlfred Hoche (1865–1943)

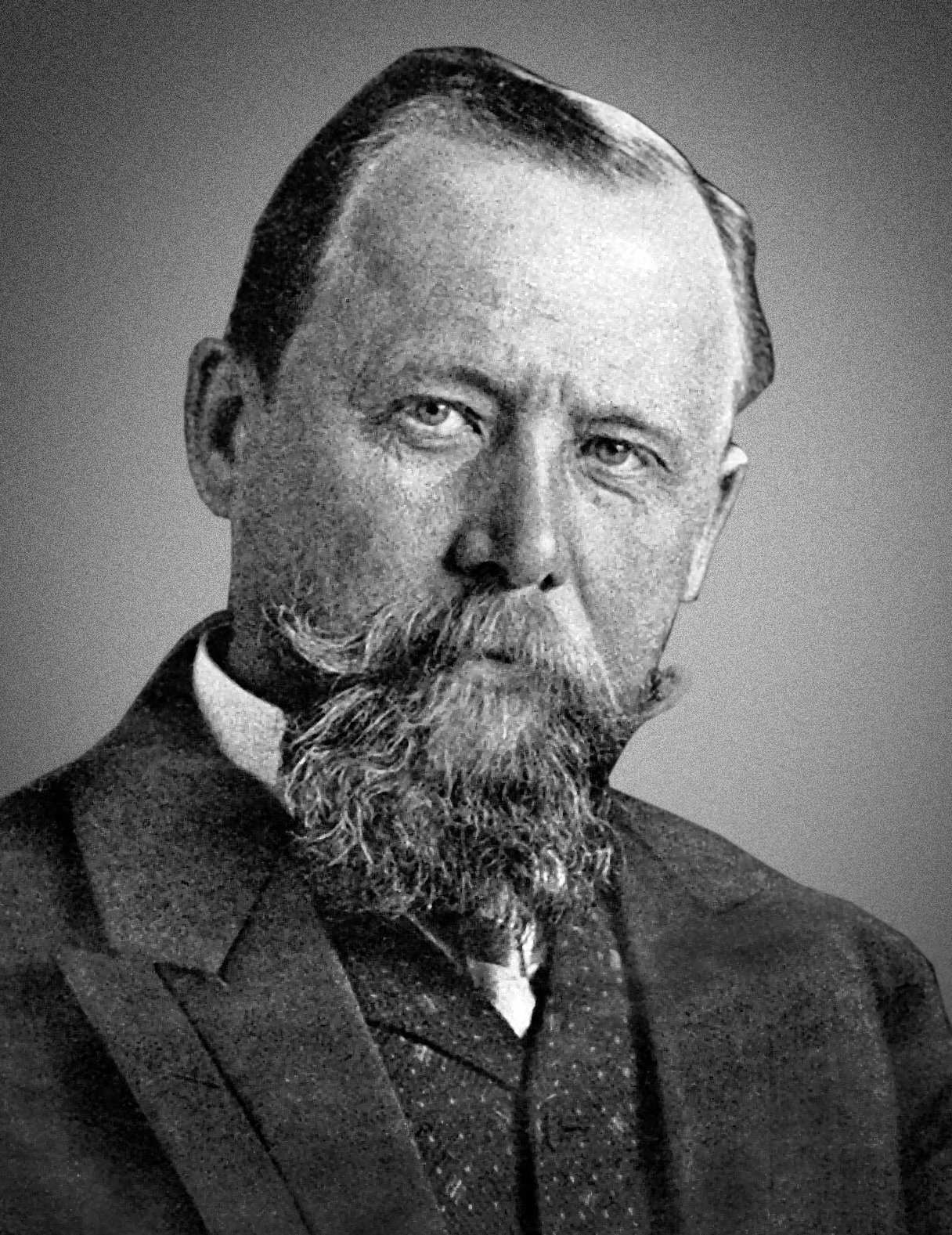
Alfred Hoche (1865–1943)

- Hoche, Detlef (1952–2023), deutscher Autor von didaktischen Lehrwerken und Lernprogrammen
- Hoche, Hans-Ulrich (* 1932), deutscher Philosoph
- Hoche, Hubert (* 1966), deutscher Dirigent und Komponist
- Hoche, Johann Gottfried (1762–1836), deutscher lutherischer Theologe und Historiker
- Höche, Jürgen (* 1942), deutscher Offizier
- Hoche, Karl (* 1936), deutscher Autor und Satiriker
- Hoche, Lazare (1768–1797), französischer General der Revolutionszeit
- Hoche, Richard (1834–1906), deutscher klassischer Philologe und Gymnasialdirektor
- Höche, Zoé (* 2009), deutsche Schauspielerin
- Hocheder, Carl (1854–1917), deutscher Architekt, Baubeamter und Hochschullehrer
- Hocheder, Franz (1783–1844), deutscher Klassischer Philologe, Schriftsteller und Gymnasialdirektor
- Hocheder, Hans (1895–1979), deutscher Kommunalpolitiker (SPD)
- Hocheder, Johann Carl (1800–1864), österreichischer Montanist und Mineraloge
- Hocheder, Karl (1825–1913), Senatspräsident am Reichsgericht
- Hochedlinger, Alfred (* 1963), österreichischer Religions- und Musikpädagoge, Kirchenmusiker und Komponist
- Hochegger, Alois (* 1949), österreichischer Bankmanager
- Hochegger, Franz (1815–1875), österreichischer Pädagoge
- Hochegger, Matthias (* 1993), österreichischer Nordischer Kombinierer
- Hochegger, Peter (* 1949), österreichischer Unternehmer und Politberater
- Hochegger, Toni (1932–2013), österreichischer Pferdeartist
- Hocheisen, Johann Georg (1677–1712), deutscher Orientalist
- Hocheisen, Paul (1870–1944), deutscher Mediziner, Reichsarzt der SA und Politiker (NSDAP), MdR
- Höchenberger, Walter (* 1914), deutscher Fußballtorhüter
- Hochenburger, Viktor von (1857–1918), österreichischer Politiker und Justizminister
- Hocheneder, Hans (1880–1932), Generalmajor der österreich-ungarischen Armee, Mitglied des österreichischen Bundesrates
- Hochenegg, Carl (1860–1942), österreichischer Elektrotechniker
- Hochenegg, Julius (1859–1940), österreichischer Chirurg
- Hochenegg, Leonhard (1942–2009), österreichischer Arzt und Naturheilkundler
- Hochenegger, Erich († 1952), österreichischer Tischtennisspieler
- Hochepied, Maurice (1881–1960), französischer Schwimmer und Wasserballspieler
- Hochepied, Victor (1883–1966), französischer Schwimmer
- Hocher, Johann Paul (1616–1683), österreichischer Jurist und Staatsmann
- Höcher, Marc (* 1984), niederländischer Fußballspieler
- Hocher, Rainer J. (1948–2012), deutscher Lyriker und Schriftsteller
- Höcherl, Christian (* 1973), deutscher Solo-Trompeter im Genre der klassischen Musik
- Höcherl, Hans (1923–2013), deutscher Politiker (BP)
- Höcherl, Hermann (1912–1989), deutscher Politiker (CSU), MdBHermann Höcherl (1912–1989)

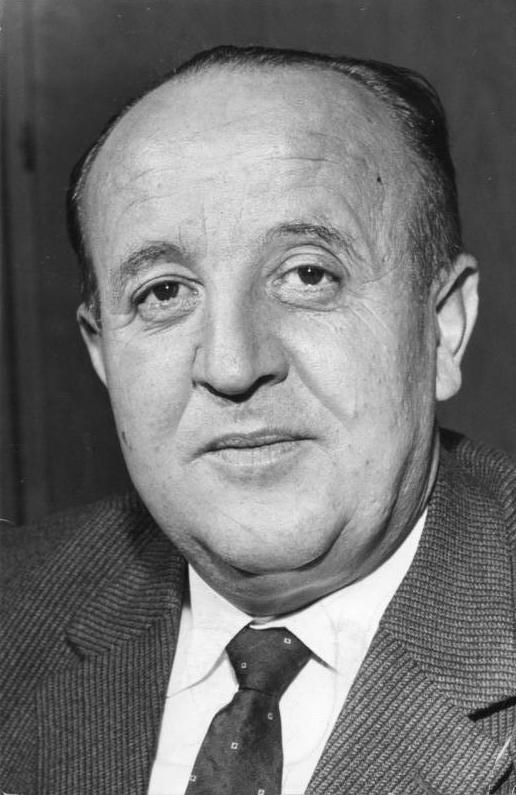
Hermann Höcherl (1912–1989)

- Höcherl, Maximilian, deutscher Musiker (Gesang, Liedtexte, Komposition)
- Hochermann, Siegfried (1881–1942), österreichischer Ingenieur und Sportfunktionär
- Hochevar, Brittany (* 1981), US-amerikanische Volleyball- und Beachvolleyballspielerin

#### Hochf
- Hochfeld, Andreas, deutscher American-Football-Spieler
- Hochfeld, Ernst (1890–1985), deutscher Architekt
- Hochfeld, Samson (1871–1921), deutscher Rabbiner und Gelehrter
- Hochfeld, Uwe (* 1965), deutscher Radsportler
- Hochfilzer, Roland (* 1963), österreichischer Skeletonsportler und späterer Trainer

#### Hochg
- Hochgartz, Günther (1918–2005), deutscher Politiker (CDU), MdL
- Hochgatterer, Leopold (1899–1971), österreichischer Steinarbeiter und Politiker (SPÖ)
- Hochgatterer, Paulus (* 1961), österreichischer Schriftsteller und Psychiater
- Hochgerner, Mario (* 1984), österreichischer Sportmoderator und Kommentator
- Hochgesand, Janus (* 1981), deutscher Maler
- Hochgesang, Georg (1897–1988), deutscher Fußballspieler
- Hochgeschurtz, Stephan (1930–2012), deutscher Fußballspieler
- Hochgeschurtz, Uwe (* 1963), deutscher ManagerUwe Hochgeschurtz (* 1963)

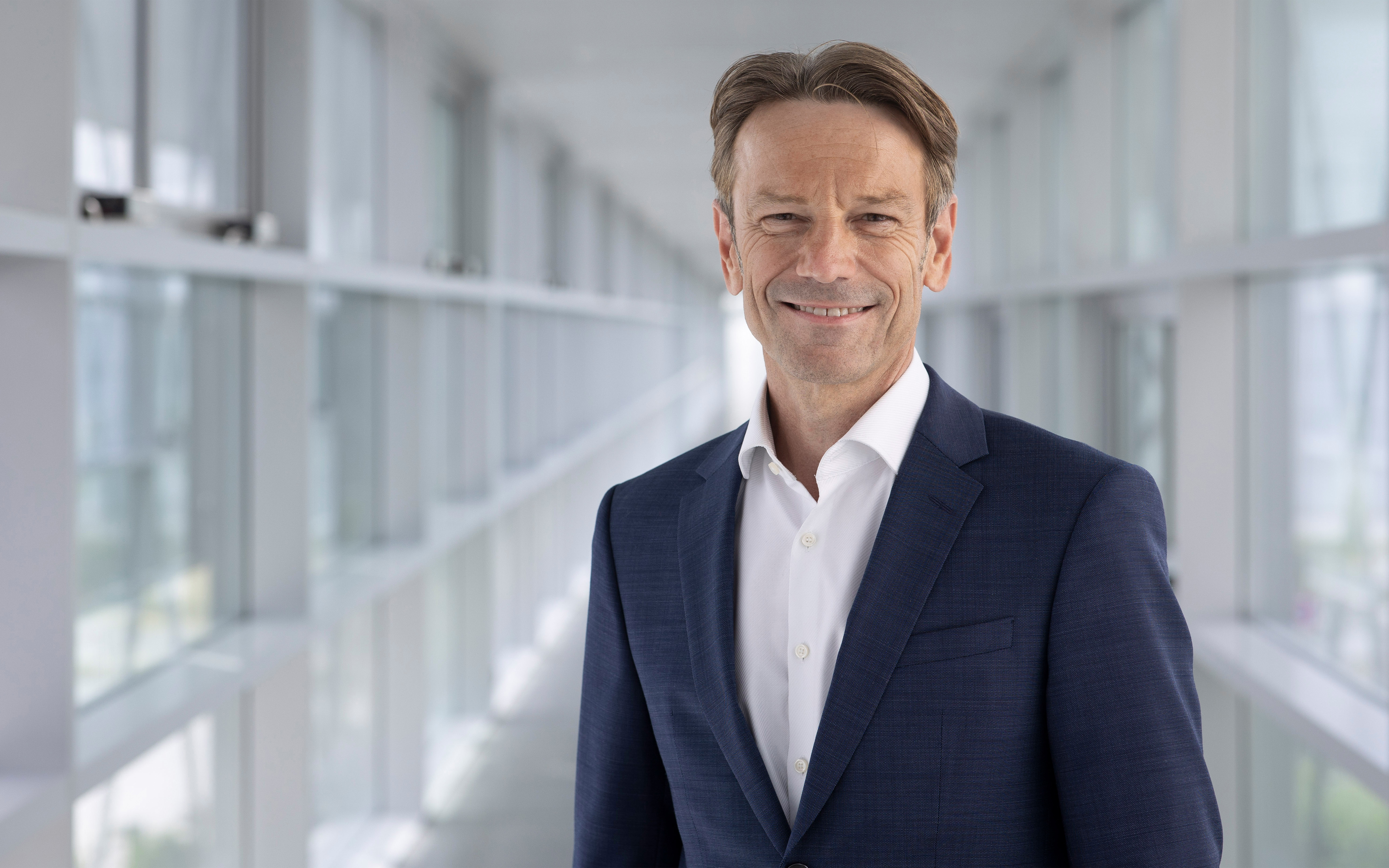
Uwe Hochgeschurtz (* 1963)

- Hochgeschurtz, Willi (* 1931), deutscher Radsportler
- Hochgeschwender, Michael (* 1961), deutscher Historiker und Hochschullehrer
- Hochgraefe, Adolf (1896–1963), deutscher Politiker (SPD), MdL
- Hochgrebe, Christian (* 1973), deutscher Rechtsanwalt und Politiker (SPD), MdA (Berlin)
- Hochgrebe, Ute (1931–2004), deutsche Kommunalpolitikerin
- Hochgreve, Wilhelm (1885–1968), deutscher Schriftsteller und Rezitator
- Hochgruber Kuenzer, Maria (* 1958), italienische Politikerin

#### Hochh
- Hochhaus, Markus (* 1968), deutscher Handballspieler und -trainer
- Hochhauser, Alfons (1906–1981), österreichischer Aussteiger
- Hochhauser, Anna-Maria (* 1956), österreichische Managerin
- Hochhauser, Heinz (* 1947), österreichischer Fußballspieler und -trainer
- Hochhauser, Johann (1834–1908), österreichischer Politiker
- Hochhäusler, Christoph (* 1972), deutscher Regisseur und Autor der Berliner SchuleChristoph Hochhäusler (* 1972)

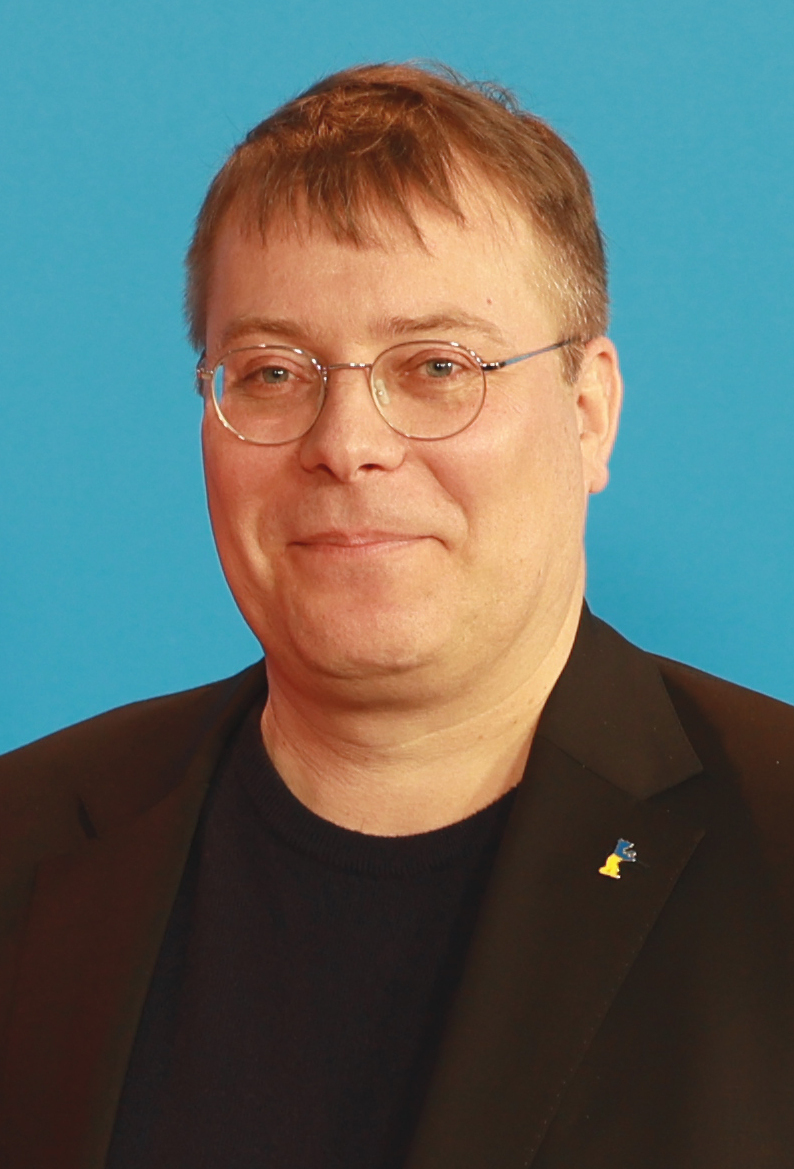
Christoph Hochhäusler (* 1972)

- Hochhäusler, Ignaz (1892–1983), österreichischer Fotograf
- Hochheim, Albert (1816–1880), deutscher Landwirt, Bürgermeister und Politiker
- Hochheim, Gottlob (1803–1884), deutscher Landwirt, Bürgermeister und Politiker
- Hochheim, Herbert (* 1952), deutscher Fußballspieler
- Hochheim, Natalie (* 1974), deutsche Politikerin (CDU), MdHB
- Hochheimer, Albert (1900–1976), deutscher Autor
- Hochheimer, Dieter (* 1952), deutscher Fußballspieler
- Höchheimer, Simon (1744–1828), jüdischer Mediziner und religiöser Aufklärer
- Hochheuser, Kurt (* 1936), deutscher Bankmanager
- Hochholdinger, Wilfried (* 1962), deutscher Schauspieler
- Hochhuth, Lorenz (* 1996), deutscher Schauspieler
- Hochhuth, Martin (* 1960), deutscher Rechtswissenschaftler und Rechtsphilosoph
- Hochhuth, Rolf (1931–2020), deutscher DramatikerRolf Hochhuth (1931–2020)

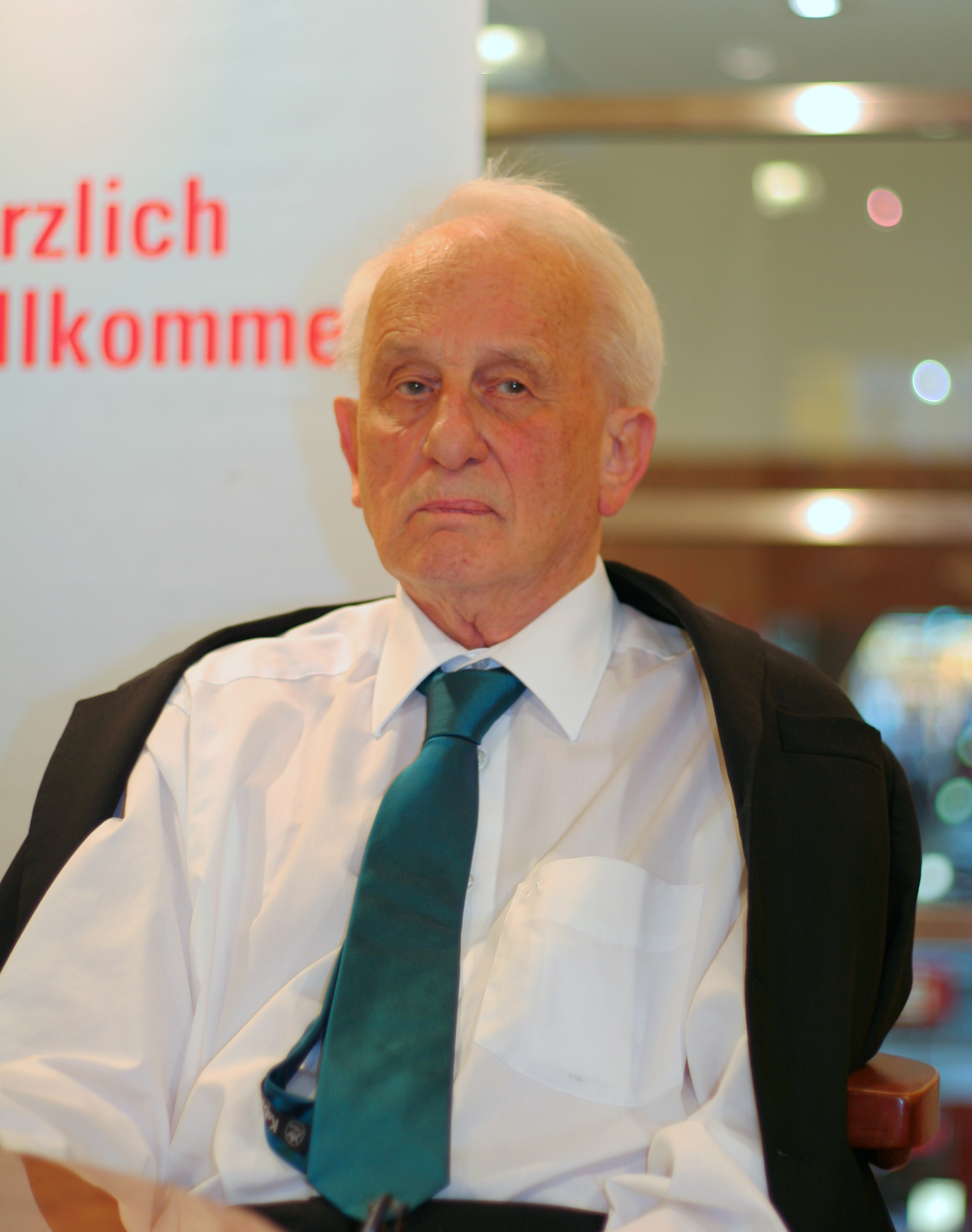
Rolf Hochhuth (1931–2020)

- Hochhuth, Sandra (* 1981), deutsche Journalistin und Moderatorin

#### Hochk
- Hochkeppel, Willy (1927–2022), deutscher Publizist und Philosoph
- Hochkeppler, Peter (1909–1951), deutscher Politiker (KPD), MdL
- Hochkirch, Axel (* 1970), deutscher Biologe
- Hochkirchen, Johann von (1482–1554), deutscher Schöffe und Bürgermeister der Freien Reichsstadt Aachen
- Hochkofler, Peter (* 1994), italo-österreichischer Eishockeyspieler
- Hochkofler, Thomas (* 1974), italienischer Schauspieler, Regisseur und Kabarettist

#### Hochl
- Höchl, Anton (1820–1897), bayerischer Ziegeleibesitzer und Architekturmaler
- Höchl, Joseph (1777–1838), Baumeister und Unternehmer in München
- Höchle, Leopold (1791–1864), Schweizer Geistlicher, Abt von Wettingen-Mehrerau
- Hochleitner, Albert (1893–1964), österreichischer Politiker (ÖVP), Mitglied des Bundesrates
- Hochleitner, Anton (1927–2018), deutscher Politiker (SPD), MdL
- Hochleitner, Dorothea (1925–2012), österreichische Skirennläuferin
- Hochleitner, Erich (1930–2019), österreichischer Diplomat
- Hochleitner, Margarethe (* 1950), österreichische Medizinerin
- Hochleitner, Martin (* 1970), österreichischer Kunsthistoriker und Leiter der Landesgalerie Linz
- Hochleitner, Michael (* 1995), österreichischer Fußballspieler
- Hochleitner, Valentin (1717–1797), altösterreichischer Orgelbauer
- Hochleitner, Verena (* 1969), österreichische Grafikerin und Bilderbuchillustratorin bzw. -autorin
- Höchli, Anne-Marie (1923–2018), Schweizer Politikerin (CVP) und Frauenrechtlerin

#### Hochm
- Hochmair, Erwin (* 1940), österreichischer Elektroingenieur
- Hochmair, Fritz (* 1941), österreichischer Politiker (SPÖ), Landtagsabgeordneter, Abgeordneter zum Nationalrat
- Hochmair, Philipp (* 1973), österreichischer SchauspielerPhilipp Hochmair (* 1973)

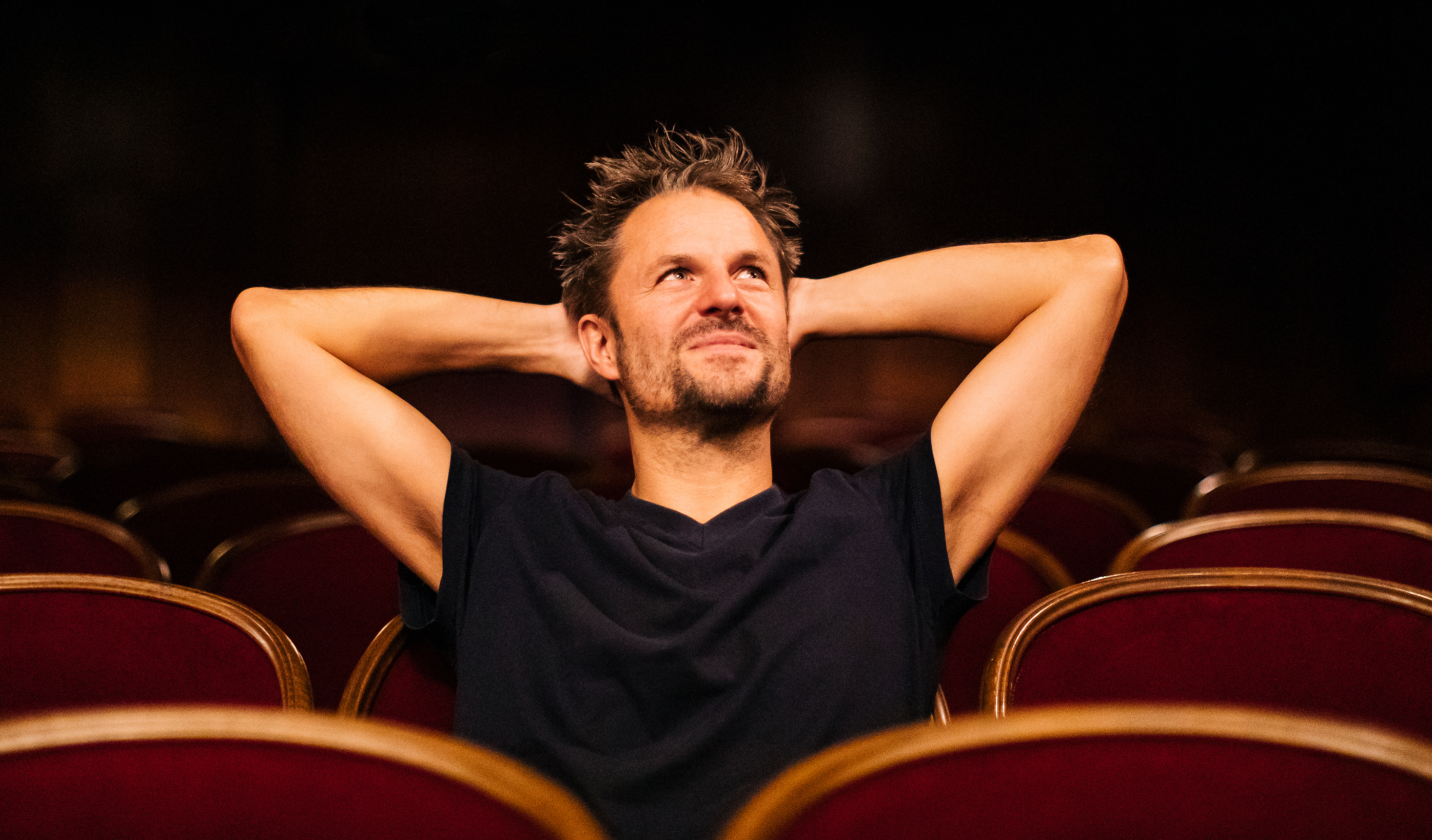
Philipp Hochmair (* 1973)

- Hochmair-Desoyer, Ingeborg (* 1953), österreichische Elektroingenieurin
- Hochman, Gilad (* 1982), israelischer Komponist
- Hochman, Larry (* 1953), US-amerikanischer Komponist, Orchestrator und Arrangeur
- Hochman, Shira, israelische Filmproduzentin und Filmeditorin
- Hochmann von Hochenau, Ernst Christoph (1670–1721), deutscher mystisch-separatistischer Pietist
- Hochmann, Franz (1861–1935), deutscher Maler, Zeichner und Grafiker
- Hochmann, Jiří (* 1986), tschechischer Bahn- und Straßenradrennfahrer
- Hochmann, Johann (1528–1603), deutscher Jurist, Professor in Tübingen, brandenburgischer Rat und Rektor
- Hochmann, Lars (* 1987), deutscher Wirtschaftswissenschaftler
- Hochmann, Lucie (* 1991), tschechische Radsportlerin
- Hochmann, Rosa (1875–1955), Violinistin und Violinlehrerin
- Hochmann, Vasa (1904–1963), österreichischer Schauspieler, Theaterregisseur und Hörspielsprecher
- Hochmayr, Gudrun (* 1970), österreichische Rechtswissenschaftlerin
- Hochmeister, Manfred (* 1957), österreichischer Rechtsmediziner und Hochschullehrer
- Hochmeister, Martin von (1767–1837), Buchdrucker und Bürgermeister von Hermannstadt
- Hochmuth, Arno (1930–2012), deutscher Literaturwissenschaftler und hoher SED-Kulturfunktionär
- Hochmuth, Dietmar (* 1955), deutscher Fußballspieler
- Hochmuth, Georg (1800–1885), österreichischer Orgelbauer
- Hochmuth, Gerhard (1927–2011), deutscher Biomechaniker
- Hochmuth, Hanno (* 1977), deutscher Historiker
- Hochmuth, Karl von (1673–1736), deutsch-russischer General und Kriegsrat
- Hochmuth, Ursel (1931–2014), deutsche Autorin und Antifaschistin
- Hochmuth, Walter (1904–1979), deutscher Politiker (KPD, SED), MdHB, Antifaschist und Diplomat

#### Hochn
- Hochner, Robert (1945–2001), österreichischer Journalist und Fernsehmoderator

#### Hocho
- Hochoy, Solomon (1905–1983), britischer Gouverneur von Trinidad und Tobago

#### Hochr
- Hochrainer, Dieter, österreichischer Physiker
- Hochrainer, Thomas (* 1975), deutscher Ingenieur
- Hochrein, Max (1897–1973), deutscher Internist und Hochschullehrer
- Hochreiner, Richard (1913–1991), österreichischer Politiker (FPÖ), Beteiligter an Judenerschießungen durch Nationalsozialisten 1945
- Hochreiter, Emil (1871–1938), österreichischer Komponist
- Hochreiter, Herbert (1911–1979), österreichischer Architekt und Filmarchitekt
- Hochreiter, Karoline (* 1950), österreichische Politikerin (GRÜNE), Abgeordnete zum Salzburger Landtag
- Hochreiter, Melanie (* 1996), deutsche Snowboarderin
- Hochreiter, Sepp (* 1967), deutscher InformatikerSepp Hochreiter (* 1967)

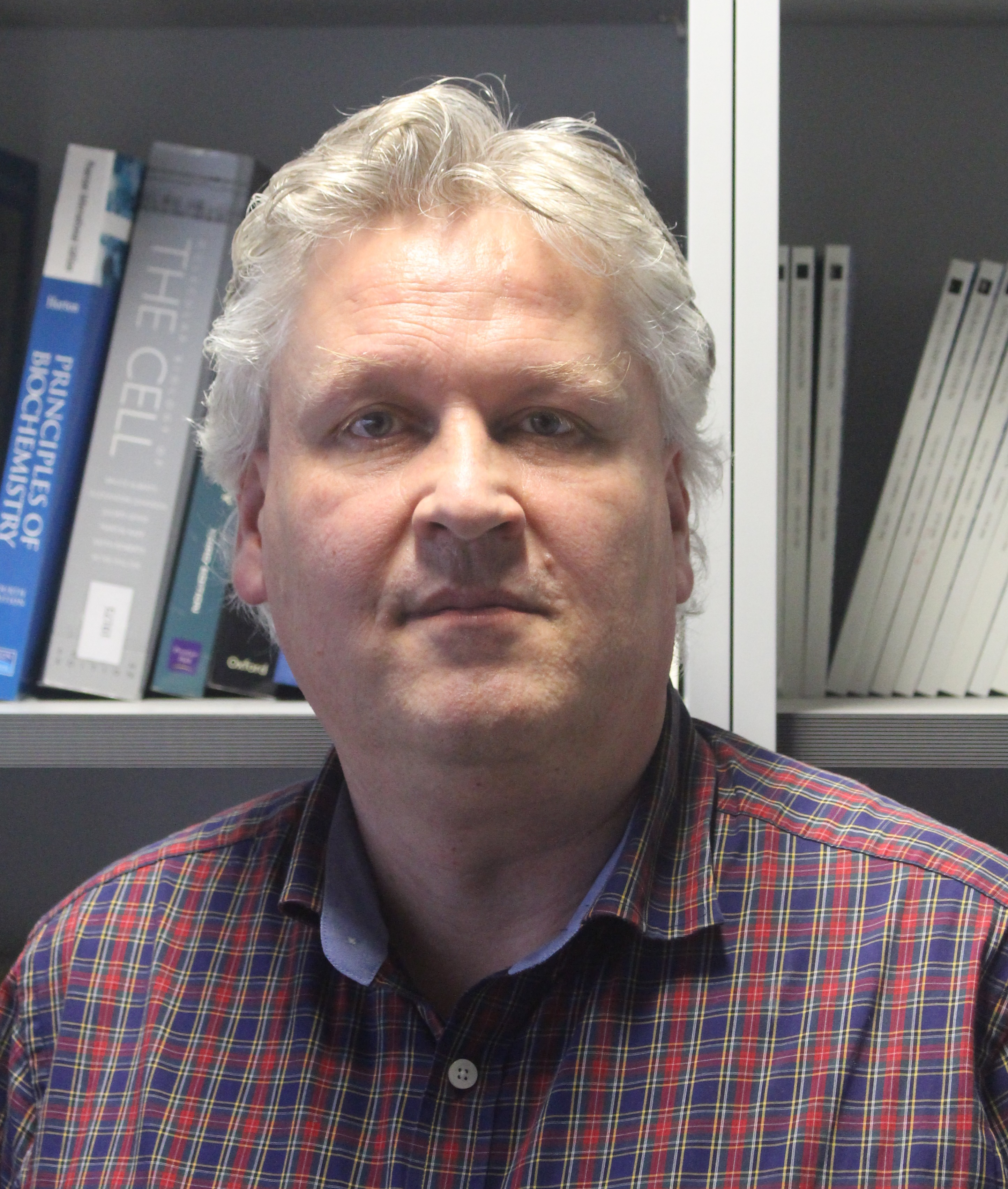
Sepp Hochreiter (* 1967)

- Hochreither, Joseph Balthasar (1669–1731), österreichischer Organist und Komponist des Barock
- Hochreither, Karl (1933–2018), deutscher Organist, Dirigent und Autor
- Hochreutener, Norbert (* 1946), Schweizer Journalist und Politiker (CVP)
- Hochreutiner, Christoph (1662–1742), Schweizer Bürgermeister und Tagsatzungsgesandter
- Hochreutiner, Heinrich († 1513), Schweizer Kaufmann und Bürgermeister
- Hochrütiner, Lorenz, radikaler Täuferaktivist der Frühreformation

#### Hochs
- Hochschartner, Ernst (1877–1947), österreichischer Maler
- Hochschartner, Lucy (* 1997), US-amerikanische Biathletin
- Hochscheid, Aline (* 1976), deutsche Fernsehschauspielerin und Regisseurin
- Hochscheidt, Jan (* 1987), deutscher Fußballspieler
- Hochscherf, Tobias (* 1976), deutscher Medienwissenschaftler und Hochschullehrer
- Hochschild, Adam (* 1942), US-amerikanischer Journalist und SchriftstellerAdam Hochschild (* 1942)

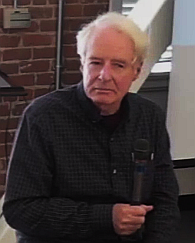
Adam Hochschild (* 1942)

- Hochschild, Arlie Russell (* 1940), US-amerikanische Soziologin und Autorin
- Hochschild, Gerhard (1915–2010), US-amerikanischer Mathematiker
- Hochschild, Jan (* 1996), deutscher American-Football-Spieler
- Hochschild, Jennifer L. (* 1950), US-amerikanische Politikwissenschaftlerin und Hochschullehrerin
- Hochschild, Joshua (* 1972), US-amerikanischer Philosoph
- Hochschild, Moritz (1881–1965), deutscher Bergbauunternehmer
- Hochschild, Ulrich (* 1949), deutscher Diplomat
- Hochschild, Zachary (1854–1912), deutscher Kaufmann, Unternehmensmitbegründer und Stifter
- Hochschlitz, Walter II. von († 1369), Bischof von Augsburg
- Hochschorner, Pavol (* 1979), slowakischer Kanute, Olympiasieger und Weltmeister im Kanuslalom
- Hochschorner, Peter (* 1979), slowakischer Kanute, Olympiasieger und Weltmeister im Kanuslalom
- Hochschwarzer, Christian (* 1967), österreichischer Fußballspieler
- Hochschwarzer, Fred (1914–1990), österreichischer Maler
- Höchsmann, Gertrud (1902–1990), österreichische Modeschöpferin
- Höchsmann, Gustav (1907–1992), deutscher Jurist
- Höchsmann, Ludwig (1802–1881), österreichischer Jurist, Hochschullehrer und Politiker
- Höchst, Alexander (* 1962), deutscher Schauspieler
- Höchst, Georg (1838–1908), deutscher Bürgermeister und Mitglied des Provinziallandtages der Provinz Hessen-Nassau
- Höchst, Johannes (1798–1872), deutscher Bürgermeister und Mitglied des Provinziallandtages der Provinz Hessen-'Nassau
- Höchst, Josef (1907–1996), deutscher Politiker (CDU), MdB
- Höchst, Nicole (* 1970), deutsche Politikerin (AfD), MdBNicole Höchst (* 1970)

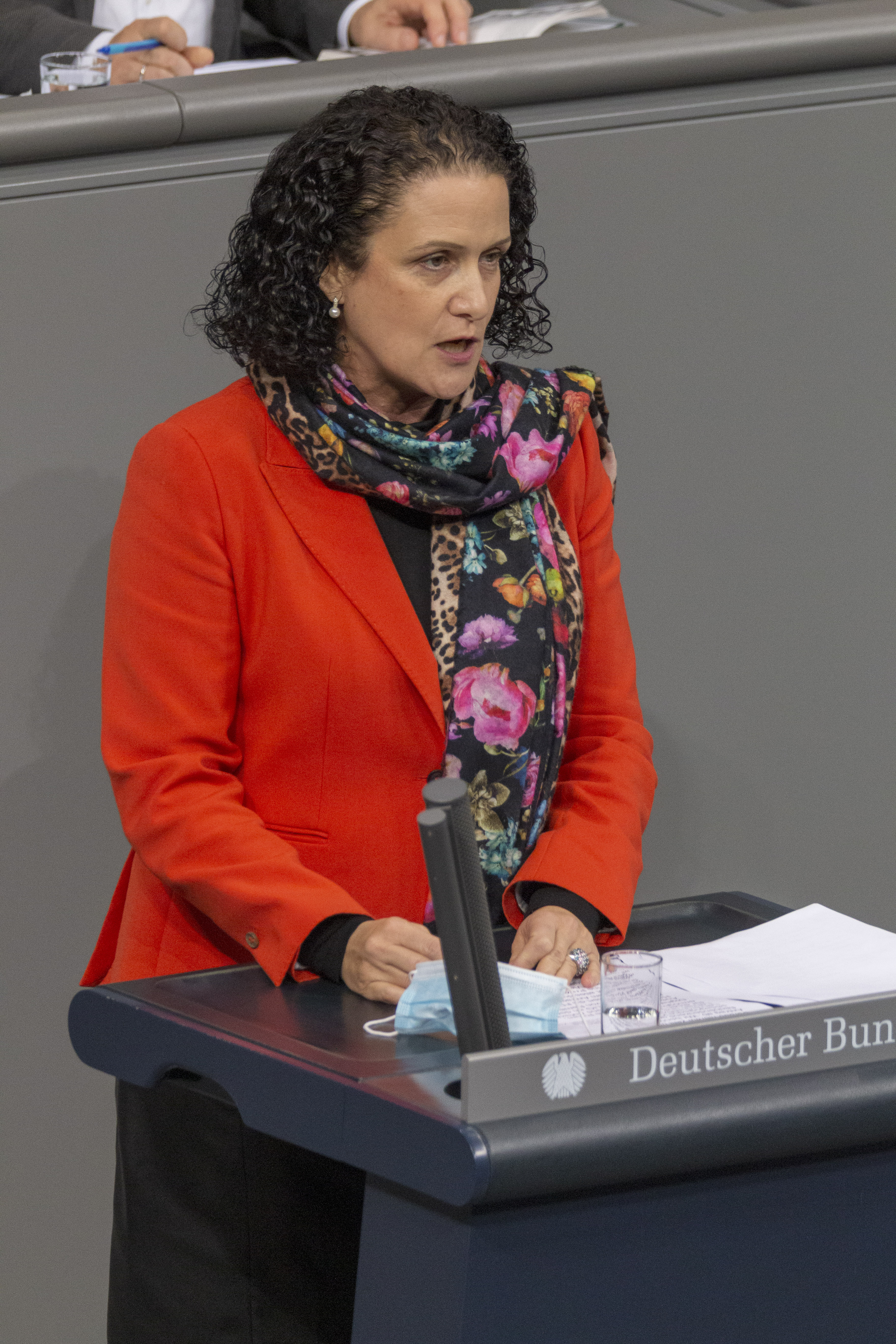
Nicole Höchst (* 1970)

- Höchst, Siegfried (* 1939), deutscher Schauspieler und Regisseur
- Hochstaden, Arnold von, Burggraf und Marschall von Westfalen
- Höchstädt, Anna (* 1854), deutsche Porträt- und Blumenmalerin
- Hochstädt, Erich (1929–2009), deutscher Hochschullehrer, Rektor der University of Applied Sciences Wilhelmshaven
- Hochstadt, Harry (1925–2009), österreichisch-amerikanischer Mathematiker
- Hochstadt, Steve (* 1948), US-amerikanischer Historiker
- Höchstädter, Emil (1881–1961), deutscher Jurist
- Höchstädter, Martin (1883–1973), deutsch-liechtensteiner Kabelfachmann
- Höchstädter, Paul (* 1973), deutscher Jazzmusiker (Schlagzeug)
- Höchstädter, Walter (1907–1994), deutscher Pfarrer
- Höchstädter, Walter (1914–2007), deutscher Kunsthändler
- Höchstätter, Alfred (1902–1944), österreichischer Arbeiter und Widerstandskämpfer gegen das NS-Regime
- Höchstätter, Benjamin (1811–1888), deutscher Rabbiner
- Hochstätter, Christian (* 1963), deutscher Fußballspieler
- Hochstätter, Fritz (* 1944), deutscher Botaniker
- Hochstatter, Karin (* 1960), deutsche Bildhauerin und Medienkünstlerin
- Hochstein, Amos (* 1973), amerikanischer Diplomat
- Hochstein, Erik (* 1968), deutscher Schwimmer
- Hochstein, Franz (1928–2022), deutscher römisch-katholischer Geistlicher
- Hochstein, Grant (* 1990), US-amerikanischer Eiskunstläufer
- Hochstein, Hartwig (* 1943), deutscher Journalist und Autor
- Hochstein, Isabel (* 1994), deutsche Fußballspielerin
- Hochstein, Wolfgang (* 1950), deutscher Musikwissenschaftler, Hochschullehrer und Komponist
- Hochsteiner, Heinz (* 1942), österreichischer Politiker (FPÖ, BZÖ), Abgeordneter zum Nationalrat
- Hochster, Melvin (* 1943), US-amerikanischer Mathematiker
- Hochstetten, Reinhard Adrian von (1700–1765), Ritter des Deutschen Ordens
- Hochstetter, Andreas Adam (1668–1717), deutscher lutherischer Theologe
- Hochstetter, Astrid (* 1979), deutsche Eiskunstläuferin
- Hochstetter, Carl Christian (1818–1880), deutsch-österreichischer Chemiker, Unternehmer und Botaniker
- Hochstetter, Christian Ferdinand Friedrich (1787–1860), deutscher Botaniker und Stadtpfarrer
- Hochstetter, Christian Friedrich (* 1779), württembergischer Verwaltungsjurist
- Hochstetter, Eduard (1823–1902), deutscher Geistlicher und Heimatkundler
- Hochstetter, Egbert Wilhelm von (1868–1906), österreichischer Bergingenieur
- Hochstetter, Erich (1888–1968), deutscher Philosoph
- Hochstetter, Ferdinand (1861–1954), österreichischer Mediziner
- Hochstetter, Ferdinand von (1829–1884), deutsch-österreichischer Geologe, Naturforscher und EntdeckerFerdinand von Hochstetter (1829–1884)

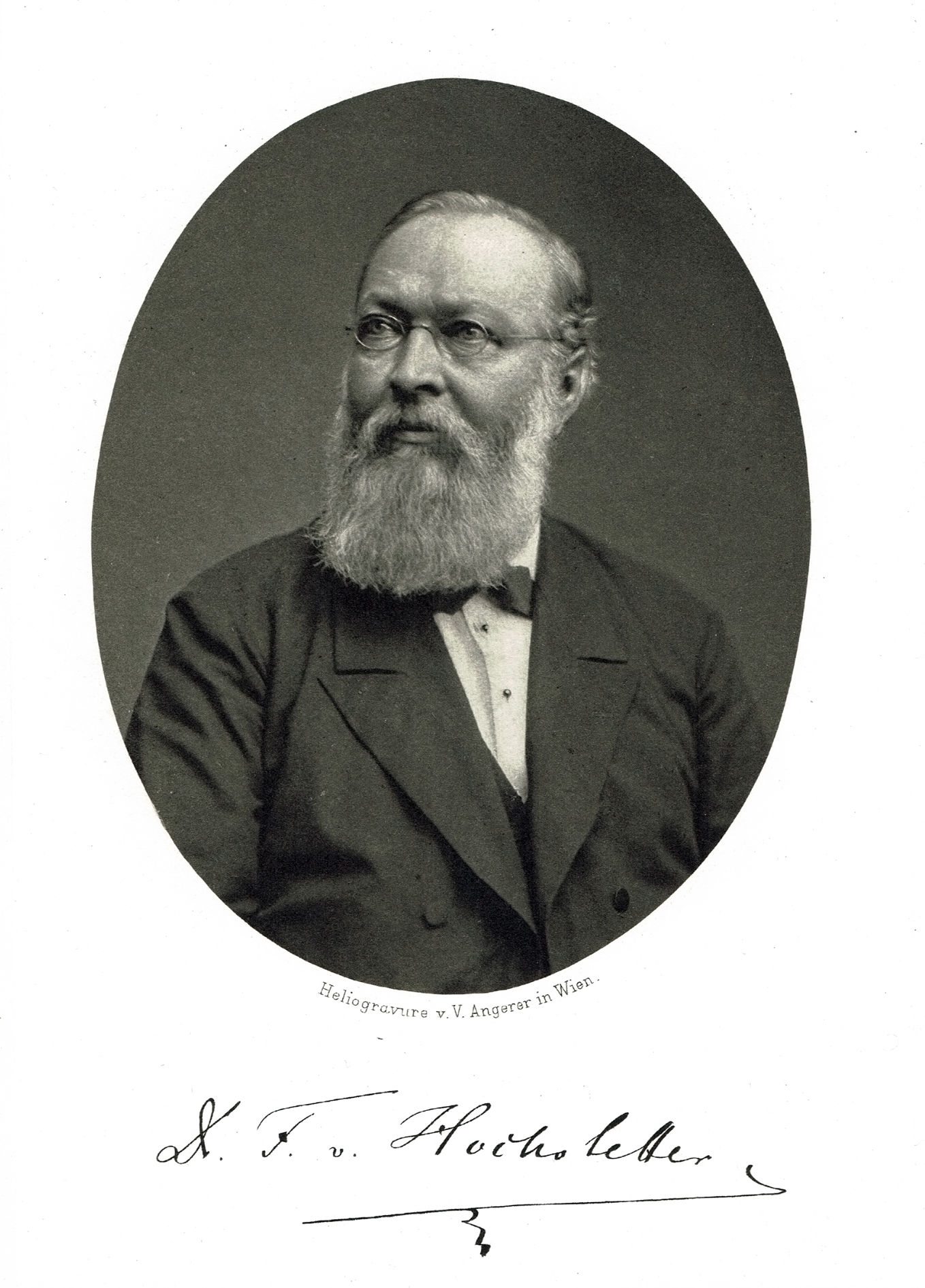
Ferdinand von Hochstetter (1829–1884)

- Hochstetter, Franz (1880–1948), deutscher Nationalökonom
- Hochstetter, Gustav (1873–1944), deutscher Schriftsteller und Dichter
- Hochstetter, Jakob (1812–1880), deutscher Architekt, Architekturtheoretiker und als badischer Beamter Hochschullehrer
- Hochstetter, Johann Andreas (1637–1720), lutherischer Theologe
- Hochstetter, Johann Conrad (1583–1661), lutherischer Theologe
- Hochstetter, Johann von (1784–1867), preußischer Generalmajor
- Hochstetter, Max (1877–1968), deutscher Schauspieler bei Bühne und Film
- Höchstetter, Wilhelm (1838–1907), evangelischer Kirchenrat und Heimatforscher
- Hochstetter, Wilhelm Christian (1825–1881), deutscher Botaniker
- Hochstetter-Lackner, Irene (* 1973), österreichische Politikerin (SPÖ)
- Hochstöger, Carl (1930–2003), österreichischer Apothekerfunktionär sowie Präsident der Tiroler Apothekerkammer
- Hochstöger, Karl (1901–1987), österreichischer Bezirkshauptmann von Landeck und Apotheker
- Hochstraate, Lutz (* 1942), deutscher Schauspieler und Theaterregisseur
- Hochstrasser, Alois J. (* 1941), österreichischer Musiker, Dirigent und Musikprofessor
- Hochstrasser, Charles Henri (1906–1973), Schweizer Manager
- Hochstrasser, Robin (1931–2013), schottisch-amerikanischer Physikochemiker
- Hochstrasser, Urs (1926–2025), Schweizer Physiker
- Hochstrasser, Xavier (* 1988), Schweizer Fußballspieler
- Hochstrate, Philip (* 1977), deutscher Fusion- und Jazzmusiker (Keyboards, Arrangement)

#### Hocht
- Höcht, Albert (1906–1992), deutscher Bergsteiger und Kameramann
- Höcht, Johann Baptist (1870–1950), deutscher Geistlicher, Weihbischof in Regensburg
- Höcht, Johannes Maria (1901–1966), deutscher katholischer Publizist
- Höchtl, Josef (* 1947), österreichischer Sozial- und Wirtschaftswissenschafter und ehemaliger Politiker (ÖVP)
- Höchtl, Leopold (1870–1947), österreichischer Politiker (CSP), Landtagsabgeordneter, Abgeordneter zum Nationalrat
- Höchtl, Otto (1887–1959), deutscher Verwaltungsjurist und Kommunalpolitiker
- Höchtlen, Norbert (1945–2012), deutscher Grafiker und Autor

#### Hochu
- Hochul, Kathy (* 1958), US-amerikanische PolitikerinKathy Hochul (* 1958)

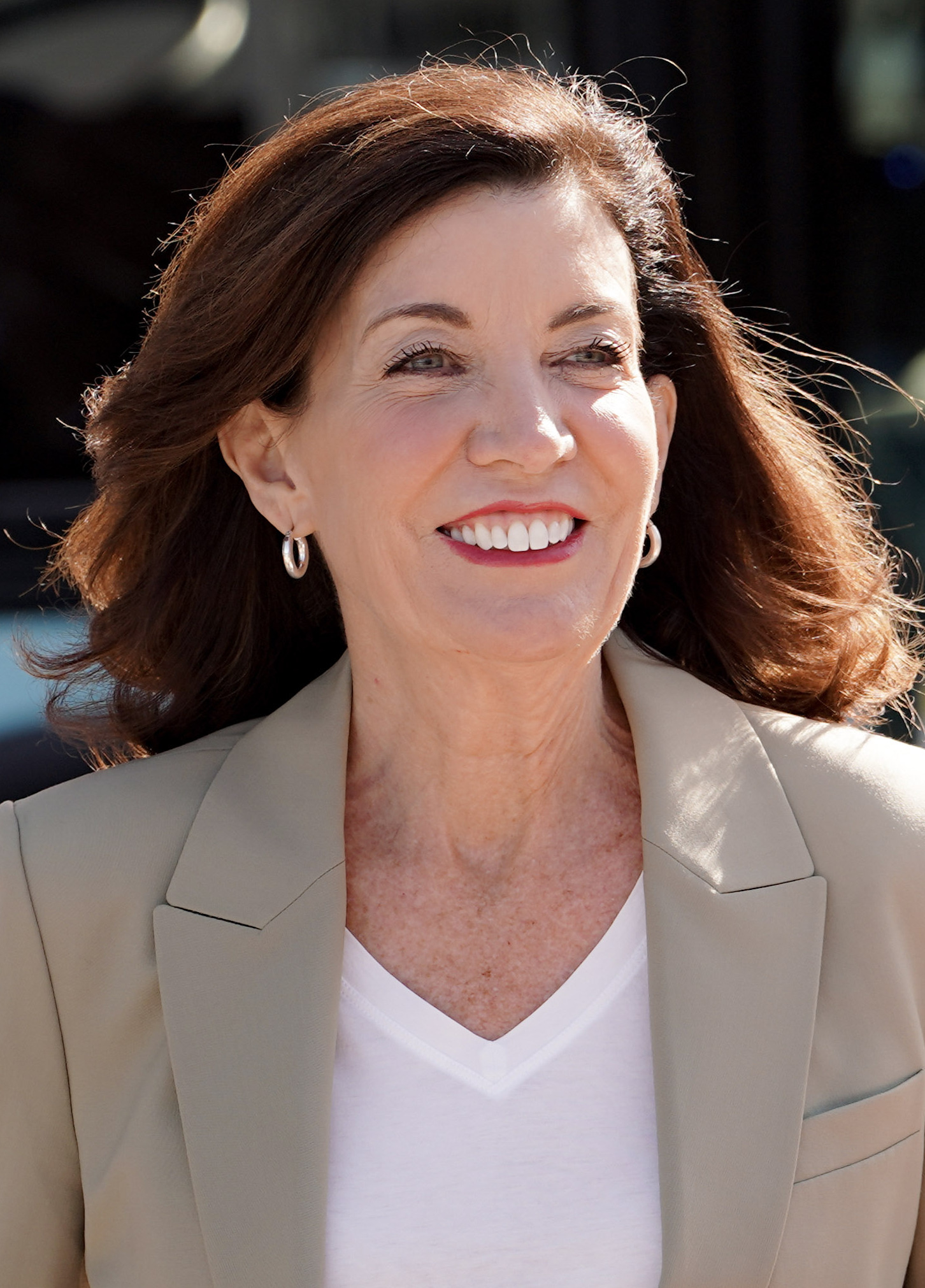
Kathy Hochul (* 1958)

- Hochuli, Ed (* 1950), US-amerikanischer Schiedsrichter im American Football
- Hochuli, Gisela (* 1969), Schweizer Performancekünstlerin
- Hochuli, Jost (* 1933), Schweizer Grafiker und Buchgestalter
- Hochuli, Shawn (* 1978), US-amerikanischer Schiedsrichter im American Football
- Hochuli, Stefan (* 1959), Schweizer Archäologe und Denkmalpfleger
- Hochuli, Susanne (* 1965), Schweizer Politikerin

#### Hochw
- Hochwächter, Christoph Ludwig von (1769–1838), deutscher Gutsbesitzer und Politiker in Pommern
- Hochwächter, Gustav von (1810–1890), preußischer Offizier, Rittergutsbesitzer, Kreisdeputierter und auftragsweise Landrat des Kreises Moers
- Hochwächter, Gustav von (1842–1919), preußischer Offizier und Landrat des Kreises Moers
- Hochwächter, Karl von (1845–1926), preußischer Generalleutnant
- Hochwald, Bernhard (* 1957), deutscher Sportschütze
- Hochwald, Nelly (1892–1974), österreichische Schauspielerin bei Bühne und Film
- Hochwald, Werner (1910–1989), deutschamerikanischer Ökonom und Hochschullehrer
- Hochwälder, Fritz (1911–1986), österreichischer SchriftstellerFritz Hochwälder (1911–1986)

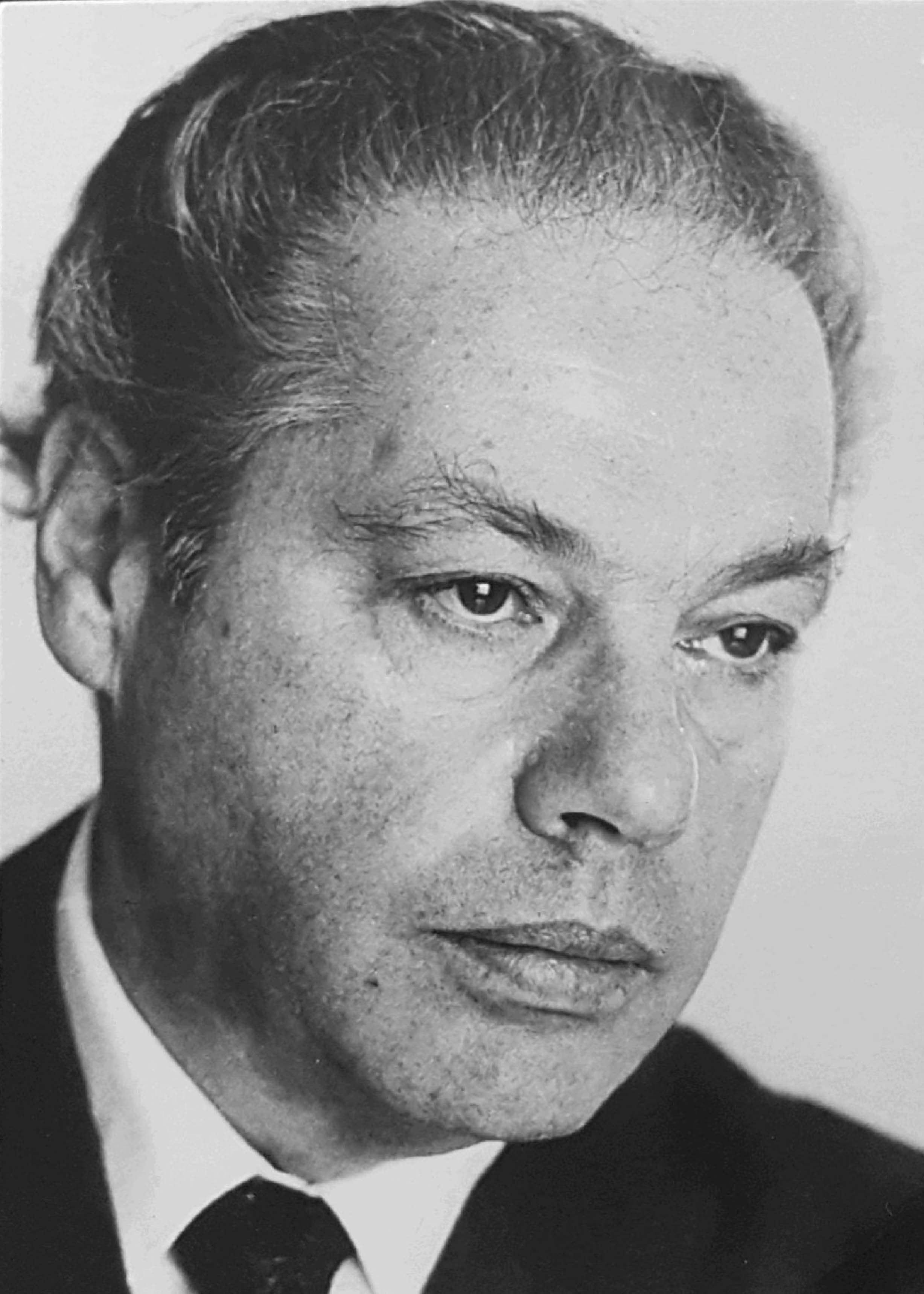
Fritz Hochwälder (1911–1986)

- Hochwart, Lorenz († 1570), deutscher Geistlicher, Theologe Historiker und Jurist
- Hochwart, Michael (* 1959), deutscher General
- Hochwarter, Thomas (* 1980), österreichischer Radiomoderator
- Hochwimmer, Andreas (* 1975), österreichischer Politiker (FPÖ)
- Hochwind-Schneider, Antje (* 1971), deutsche Kommunalpolitikerin

#### Hochz
- Hochzeits-Maler, griechischer Vasenmaler

### Hoci
- Hocine, Tarek (* 1996), algerischer Weitspringer

### Hock
- Hock, Adalbert (1866–1949), deutscher Maler
- Höck, Alexander (* 2002), deutscher Fußballspieler
- Hock, Andreas (* 1974), deutscher Journalist und Autor
- Hock, Carl von (1808–1869), österreichischer Beamter, Nationalökonom und Politiker, Landtagsabgeordneter
- Hock, Christian (* 1970), deutscher Fußballspieler und -trainerChristian Hock (* 1970)

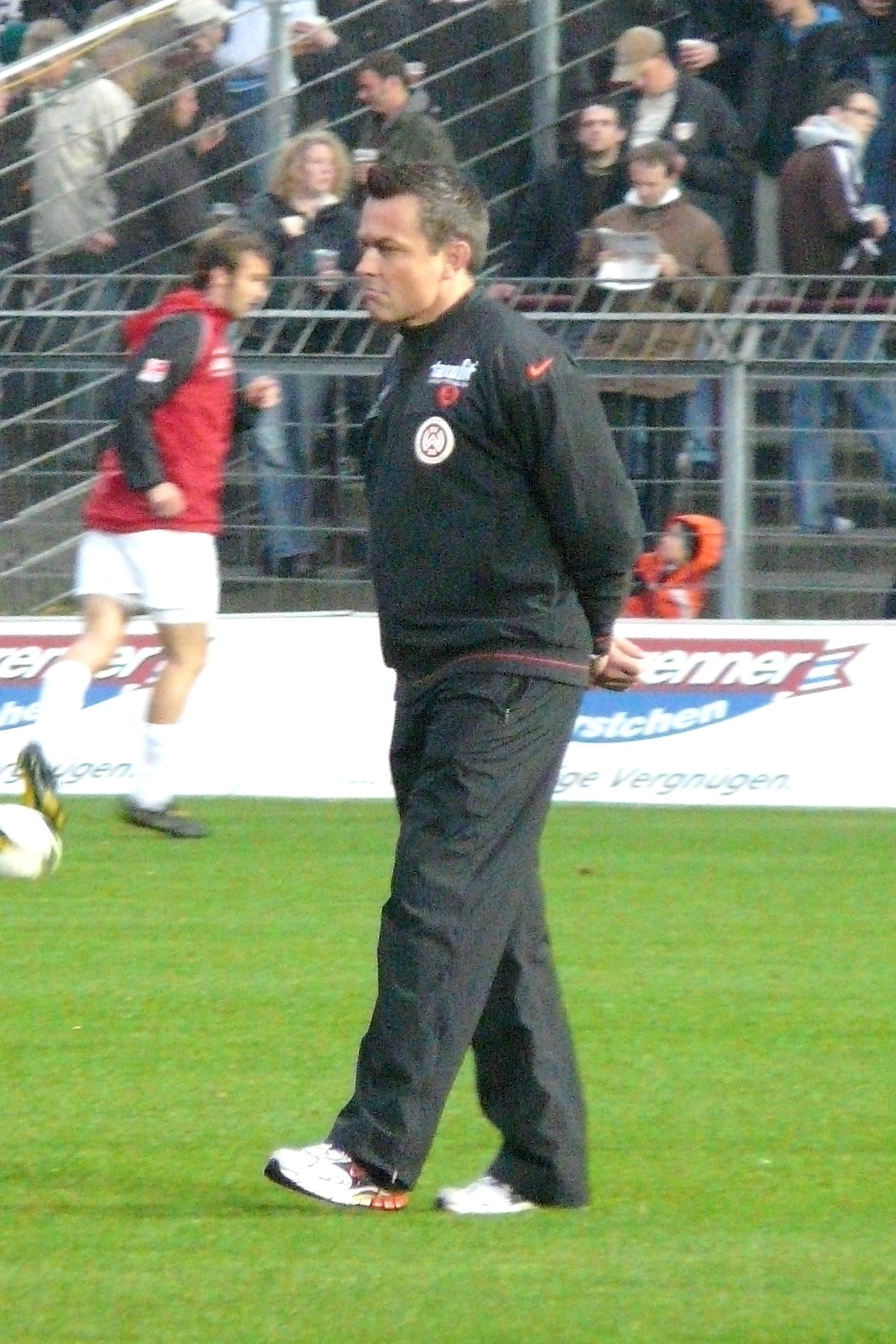
Christian Hock (* 1970)

- Höck, Christian (* 1984), deutscher e-Sportler
- Hock, Erika (* 1981), deutsche Bildhauerin und Installationskünstlerin
- Hock, Friedrich Alexander von, preußischer Landrat im Kreis Liegnitz
- Hock, Georg (1875–1936), deutscher Prähistoriker, Denkmalpfleger und Hochschullehrer
- Hock, Gustav (1837–1902), österreichischer Ingenieur und Politiker
- Höck, Heinrich (1700–1779), deutscher evangelischer Theologe
- Hock, Heinrich (1887–1971), deutscher Chemiker
- Hock, Heinrich (* 1944), deutscher Jazzschlagzeuger und Musikpädagoge
- Hock, Ines (* 1960), deutsche Malerin, Installationskünstlerin, Zeichnerin
- Höck, Inge (1922–2014), österreichische Malerin
- Hock, Jakob (1831–1890), österreichischer Augenarzt
- Hock, János (1859–1936), ungarischer katholischer Priester, Schriftsteller und Politiker
- Hock, Johann Caspar (1799–1871), deutscher Politiker Freie Stadt Frankfurt
- Hock, Karl Heinz (1930–2017), deutscher Journalist und Publizist
- Hock, Kathi (1896–1979), deutsche Bildhauerin
- Hock, Klaus (1950–2021), deutscher Jurist
- Hock, Klaus (* 1955), deutscher Religionswissenschaftler
- Höck, Kurt (1920–2008), deutscher Arzt und Obermedizinalrat
- Hock, Lothar (1890–1978), deutscher ChemikerLothar Hock (1890–1978)

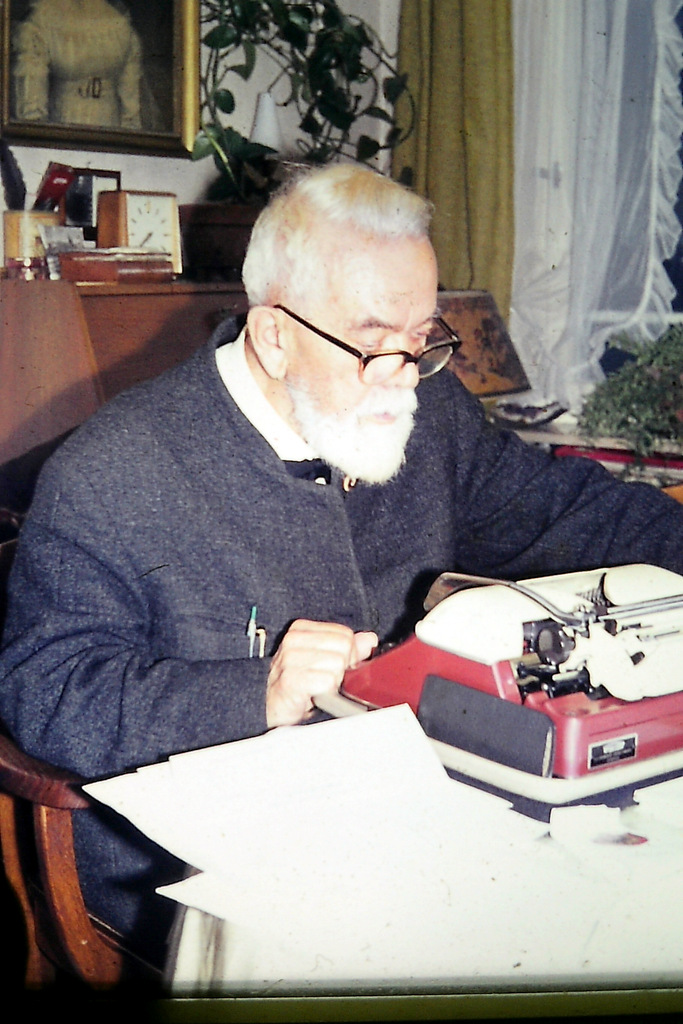
Lothar Hock (1890–1978)

- Hock, Mamert (1836–1907), deutscher Orgelbauer
- Hock, Marcus (* 1982), deutscher Handballspieler und -trainer
- Höck, Michael (1903–1996), deutscher Geistlicher
- Hock, Oskar (1898–1976), deutscher Arzt, SS-Brigadeführer, Generalmajor der Polizei und Waffen-SS, Leitender Arzt der Konzentrationslager und Chef des Sanitätswesens der Ordnungspolizei
- Hock, Paul (1857–1924), österreichischer Politiker (DnP), Abgeordneter zum Nationalrat
- Hock, Regina (* 1963), deutsche Juristin, Präsidentin des Bundespatentgerichts
- Hock, Robert (* 1973), deutsch-tschechischer Eishockeyspieler
- Hock, Sabine (* 1965), deutsche Autorin, Journalistin und Herausgeberin
- Höck, Stefan (* 1963), deutscher Biathlet
- Hock, Theobald (* 1573), politischer Agent und Lyriker
- Hock, Theodora (* 1902), deutsche Malerin und Grafikerin
- Höck, Vinzenz (* 1996), österreichischer Kunstturner
- Hock, Waltraud (1922–1943), deutsches NS-Opfer
- Höck, Wilhelm (1907–1983), deutscher Politiker (CDU), MdB
- Hock-Englender, Ibolya (* 1959), ungarndeutsche Politikerin der LdU
- Hock-Heyl, Carmen (* 1955), deutsche Unternehmerin
- Hockarth, Paul (1902–1974), deutscher Gewerkschaftsfunktionär und Zeitungsverleger (KPD/SED)
- Hockauf, Frida (1903–1974), deutsche Weberin und Aktivistin, MdV (SED)
- Hocke, Annika (* 2000), deutsche Eiskunstläuferin
- Hocke, Ansgar (* 1955), deutscher Journalist
- Höcke, Bernd (* 1949), deutscher Radrennfahrer
- Höcke, Björn (* 1972), deutscher Politiker (AfD), MdLBjörn Höcke (* 1972)

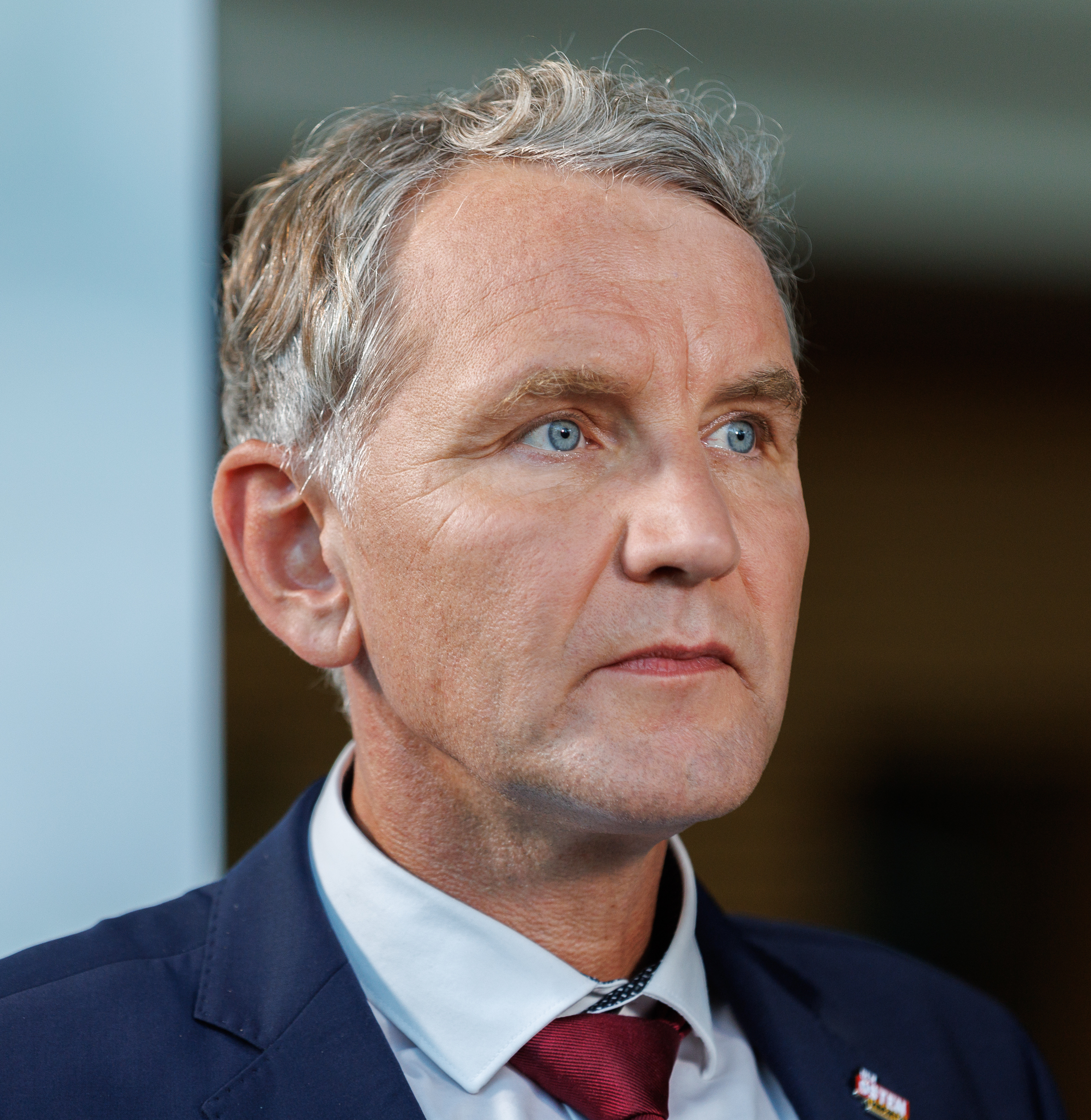
Björn Höcke (* 1972)

- Hocke, Clara (1901–1981), deutsche Drehorgelverleiherin in Bremen
- Hocke, Erich (1934–1999), deutscher Oberst der NVA
- Hocke, Gustav René (1908–1985), deutscher Journalist, Schriftsteller und Kulturhistoriker
- Hocke, Heinrich (1825–1887), Bürgermeister und Abgeordneter
- Hocke, Holger (* 1945), deutscher Ruderer
- Höcke, Holger (* 1962), deutscher Verlagsredakteur und Schriftsteller
- Hocké, Jean-Pierre (1938–2021), Schweizer Diplomat
- Hocke, Karl von (1714–1791), kaiserlicher Generalmajor
- Hocke, Rolf (1942–2024), deutscher Fußballfunktionär und -spieler
- Hocke, Roman (* 1953), deutscher Literaturagent
- Hocke, Selina (* 1996), deutsche Schwimmerin
- Hocke, Sigismund von (1771–1831), preußischer Landrat
- Hocke, Stephan (* 1983), deutscher SkispringerStephan Hocke (* 1983)

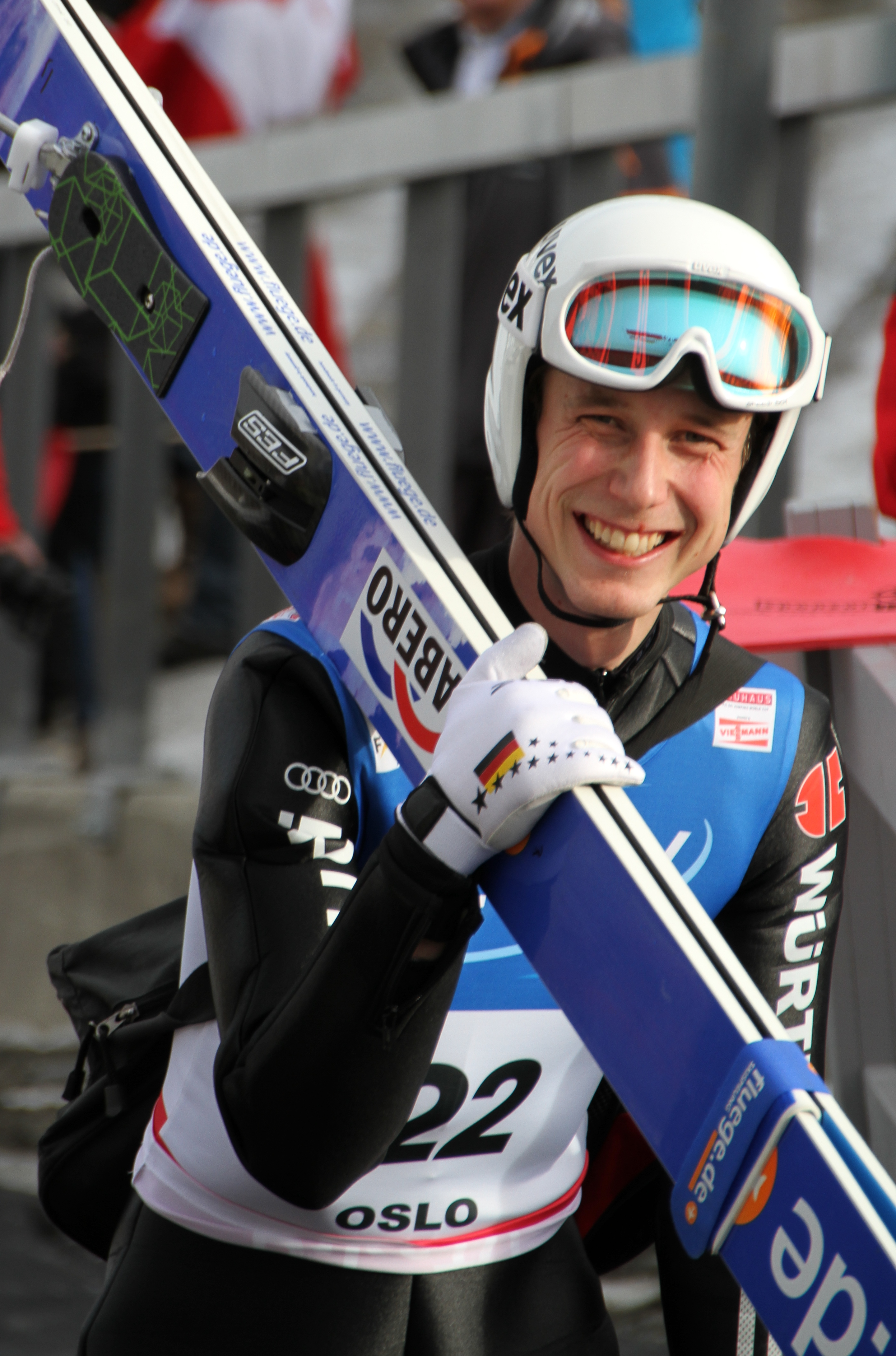
Stephan Hocke (* 1983)

- Hocke, Wenzel (1732–1808), katholischer Priester
- Hocke, Wolfgang (* 1937), deutscher Dirigent
- Höckel, Isabell Antonia (* 1996), deutsche Schauspielerin
- Höckel, Kerstin (* 1972), deutsche Schriftstellerin und Filmemacherin
- Höckel, Michael (* 1950), deutscher Gynäkologe und Geburtshelfer, Chemiker
- Höckelmann, Ansgar (1862–1943), deutscher Benediktiner, Abt der Klöster Erdington und Weingarten
- Hockelmann, Anton (1903–1972), deutscher Spengler und Installateur
- Höckelmann, Antonius (1937–2000), deutscher Künstler
- Höckelmann, Michael (* 1981), deutscher Sinologe
- Hockemeyer, Bernd (1935–2020), deutscher Unternehmer, Politiker (CDU), MdBB und hanseatischer Mäzen
- Hockemeyer, Herbert (1909–1983), deutscher Arzt und Sanitätsoffizier
- Hocken, Horatio Clarence (1857–1937), kanadischer Politiker und 36. Bürgermeister von Toronto
- Hockenberger, Gerd (* 1941), deutscher Landwirt und Bauernverbandsfunktionär
- Hockenberger, Ulli (* 1956), deutscher Politiker (CDU)
- Hockenbrink, Christian (* 1975), deutscher Schauspieler und Theaterregisseur
- Hockener, Simon († 1514), Bürgermeister von Görlitz
- Hockenholz, Willi (1898–1950), deutscher Politiker (SPD, SED), Mitglied des ZS der SED
- Hockenhull, Andrew W. (1877–1974), US-amerikanischer Politiker
- Hockenjos, Fritz (1909–1995), deutscher Forstdirektor, Naturschützer und Autor
- Hockenos, Paul (* 1963), US-amerikanischer Politikwissenschaftler, Journalist und Publizist
- Hockenson, T. J. (* 1997), US-amerikanischer Footballspieler
- Hocker, Anton (1929–2020), österreichischer Orgelbauer
- Höcker, Bertold (* 1958), deutscher evangelischer Theologe und Superintendent
- Höcker, Christoph (1957–2022), deutscher Klassischer Archäologe, Architekturhistoriker und Sachbuchautor
- Hocker, Cole (* 2001), US-amerikanischer Mittel- und LangstreckenläuferCole Hocker (* 2001)

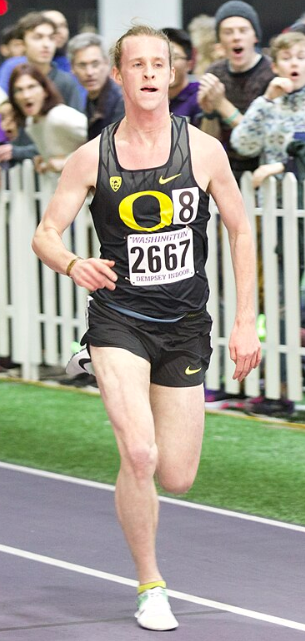
Cole Hocker (* 2001)

- Hocker, Frank (1956–2023), deutscher Musiker
- Hocker, Gero (* 1975), deutscher Politiker (FDP)
- Höcker, Gustav (1832–1911), deutscher Schriftsteller
- Höcker, Hartwig (* 1937), deutscher Chemiker, Professor für Textilchemie und Makromolekulare Chemie
- Höcker, Heinrich (1886–1962), deutscher Politiker (SPD), MdL, MdB
- Höcker, Karl-Friedrich (1911–2000), deutscher SS-Obersturmführer
- Höcker, Karl-Heinz (1915–1998), deutscher Physiker
- Höcker, Karla (1901–1992), deutsche Schriftstellerin und Musikerin
- Höcker, Katharina (* 1960), deutsche Autorin
- Höcker, Lorenz (1910–1983), deutscher Arbeits- und Sozialrechtler
- Hocker, Nikolaus (1822–1900), deutscher Schriftsteller
- Höcker, Oskar (1840–1894), deutscher Schauspieler und Schriftsteller
- Höcker, Oskar (1892–1959), deutscher Schauspieler und Schriftsteller
- Höcker, Paul Oskar (1865–1944), deutscher Zeitschriftenredakteur und Schriftsteller
- Höcker, Petra (* 1966), deutsche Künstlerin
- Höcker, Ralf (* 1971), deutscher Rechtsanwalt und AutorRalf Höcker (* 1971)

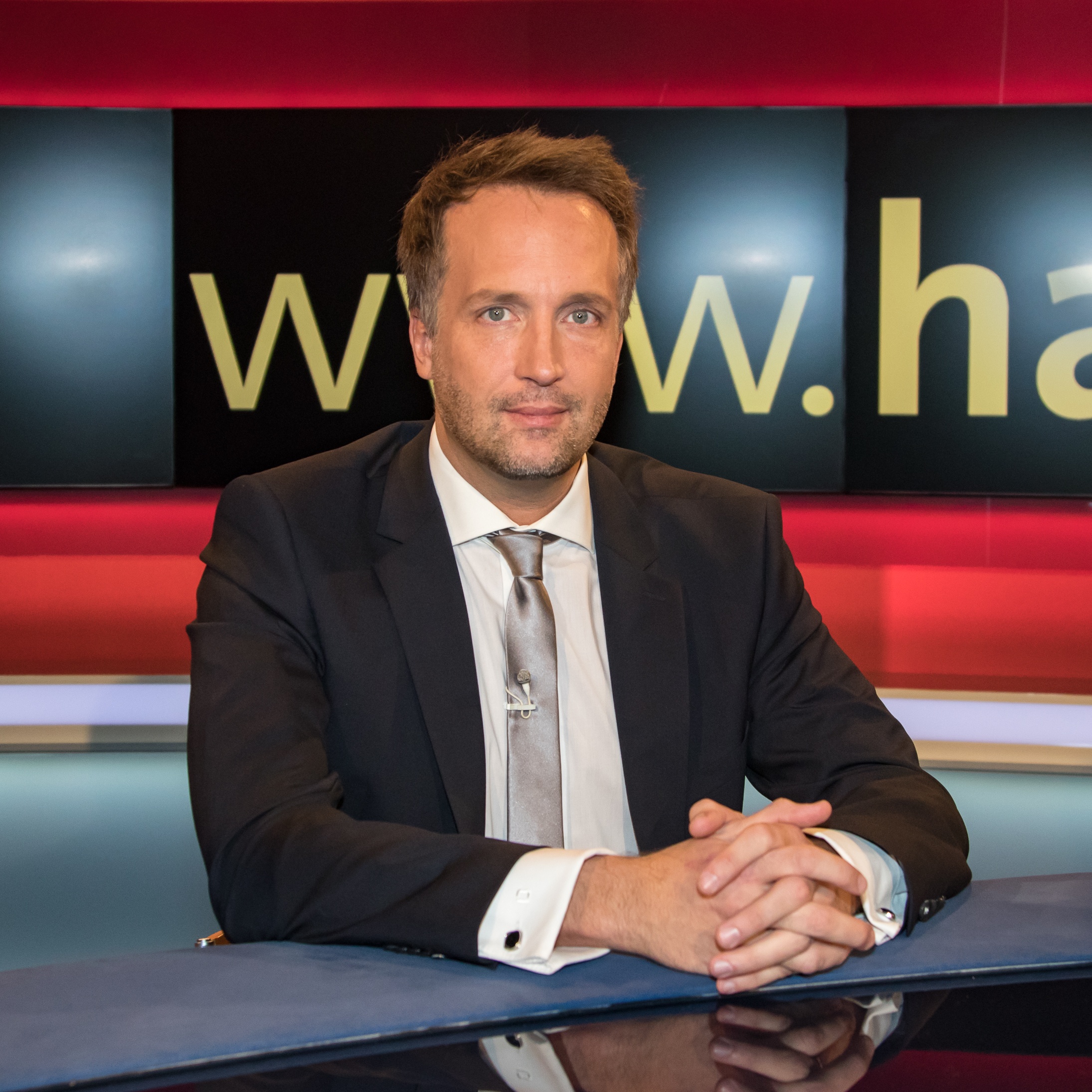
Ralf Höcker (* 1971)

- Höcker, Werner (1924–2003), deutscher Journalist und ehemaliger Leiter des Studio Bielefeld des WDR
- Hocker, Wilhelm (1812–1850), deutscher Schriftsteller und Weinmakler
- Höcker, Wilhelm (1886–1955), deutscher Politiker (SPD, SED), MdV
- Höcker-Behrens, Minna (1868–1938), deutsche Schauspielerin bei Bühne und Film
- Hockermann, Heinrich (1900–1980), deutscher Politiker (NSDAP), MdR
- Höckert, Gunnar (1910–1940), finnischer Leichtathlet
- Höckert, Johan Fredrik (1826–1866), schwedischer Maler und Professor
- Hockerts, Hans Günter (* 1944), deutscher Historiker
- Hockertz, Stefan (* 1960), deutscher Immunologe und Toxikologe
- Hockett, Charles F. (1916–2000), US-amerikanischer Sprachwissenschaftler
- Hockey, Joe (* 1965), australischer Politiker
- Hockey, Kaysanne (* 1993), australische Hammerwerferin
- Hockey, Lisbeth (1918–2004), austrobritische Pflegewissenschaftlerin und Hochschullehrerin
- Hockey, Phil (1956–2013), britisch-südafrikanischer Ornithologe
- Hockey, Susan (* 1946), britische Computerlinguistin und Hochschullehrerin
- Hockfield, Susan (* 1951), US-amerikanische Neurowissenschaftlerin und Hochschullehrerin
- Hockin, Olive (1880–1936), englisch-britische Suffragette, Autorin und Künstlerin
- Hockin, Thomas (* 1938), kanadischer Politiker und Hochschullehrer, Unterhausmitglied, Bundesminister
- Hocking, Amanda (* 1984), US-amerikanische Schriftstellerin
- Hocking, Belinda (* 1990), australische Schwimmerin
- Hocking, Corran (* 1980), australischer Gewichtheber
- Hocking, Gary (1937–1962), rhodesischer MotorradrennfahrerGary Hocking (1937–1962)

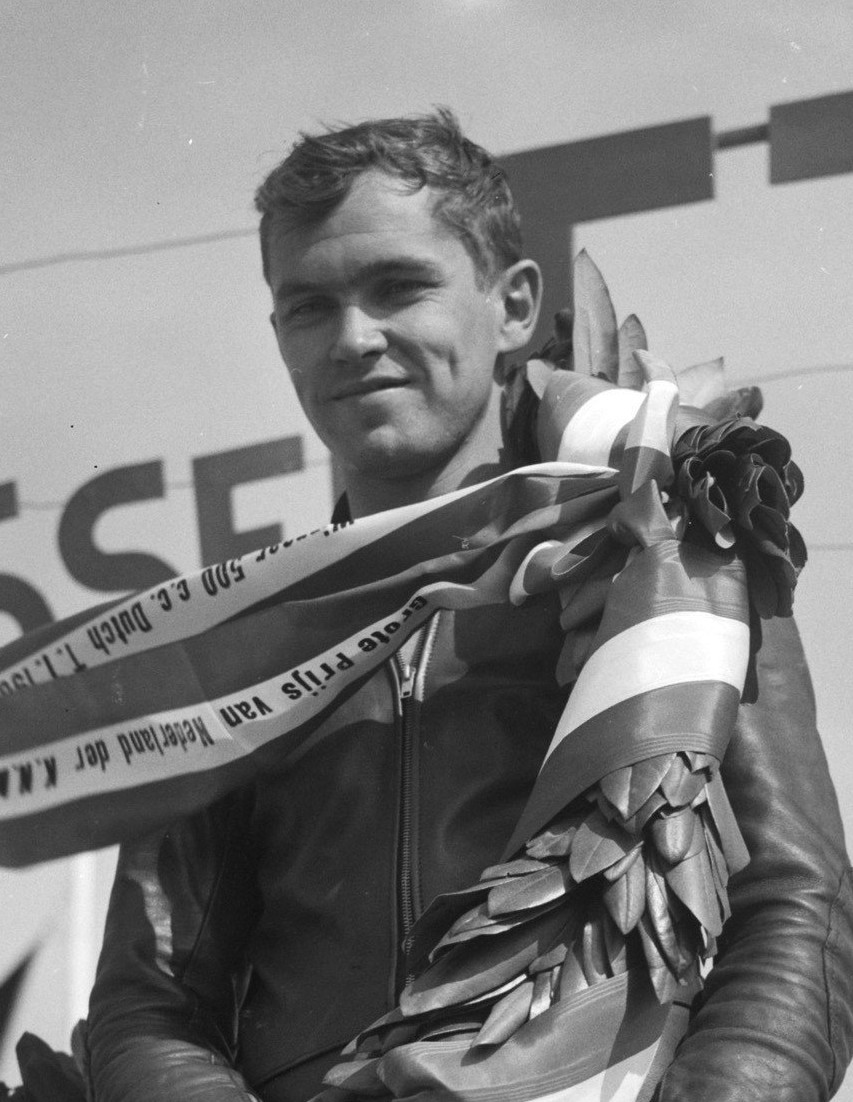
Gary Hocking (1937–1962)

- Hocking, John (* 1957), australischer Jurist, beigeordneter Generalsekretär der Vereinten Nationen
- Hocking, Murray (* 1971), australischer Badmintonspieler
- Hocking, Peter Joseph (1938–2022), US-amerikanisch-peruanischer Zoologe und insbesondere Ornithologe
- Hocking, William Ernest (1873–1966), US-amerikanischer Theologe und Philosoph
- Hockl, Hans Wolfram (1912–1998), banatschwäbischer Mundartautor
- Hockl, Nikolaus Hans (1908–1946), rumänischer Pädagoge, Leiter des Schulamtes der Deutschen Volksgruppe im Königreich Rumänien
- Höckmann, Alfons (1923–2014), deutscher Schauspieler, Theaterleiter und Theaterregisseur
- Höckmann, Olaf (1935–2023), deutscher Prähistoriker
- Höckmann, Ursula (* 1938), deutsche Klassische Archäologin
- Höckmayr, Eva-Maria (* 1979), deutsche Regisseurin
- Hocknell, Lilian († 1977), britische Werbegrafikerin und Buchillustratorin
- Höckner, Hilmar (1891–1968), deutscher Musikwissenschaftler und -pädagoge
- Höckner, Jürgen (* 1966), österreichischer Politiker (ÖVP), Bürgermeister von Scharten, Landtagsabgeordneter
- Höckner, Rudolf (1864–1942), deutscher Maler
- Hockney, David (* 1937), britischer bildender KünstlerDavid Hockney (* 1937)

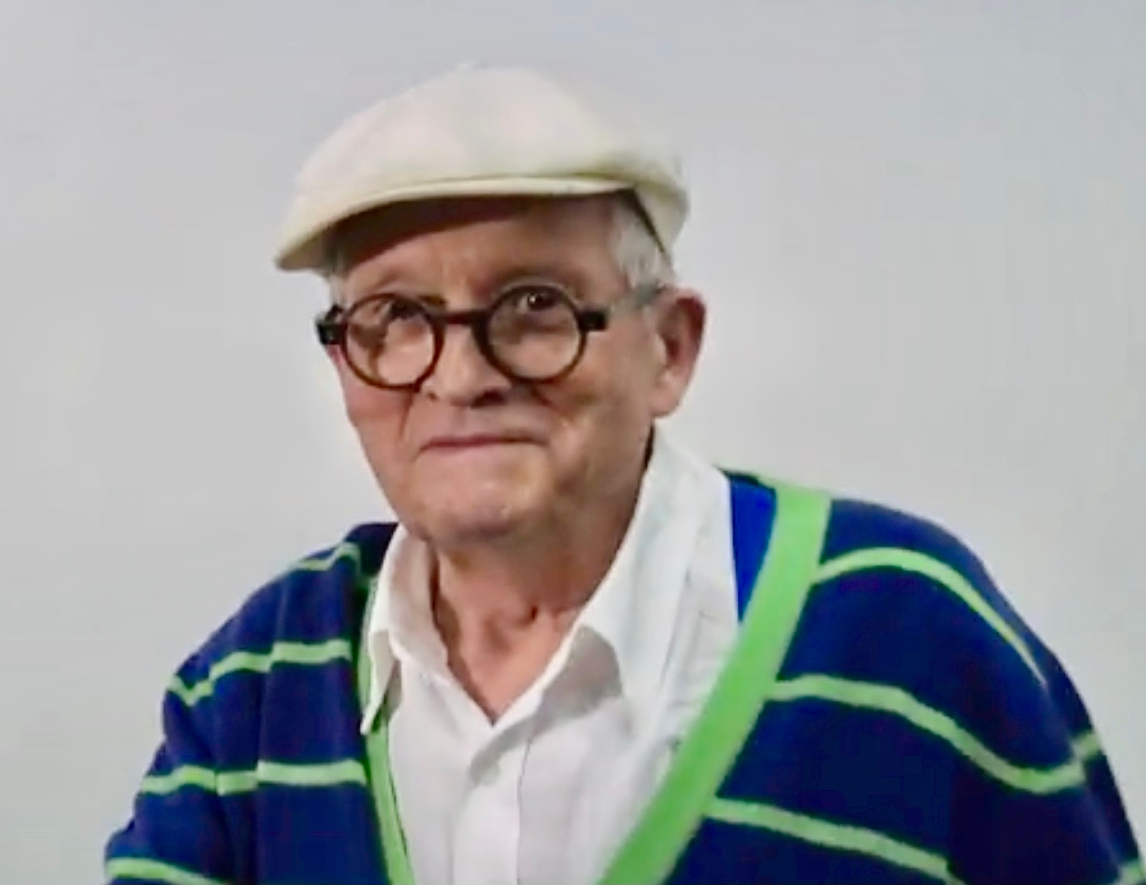
David Hockney (* 1937)

- Hockridge, Edmund (1919–2009), kanadischer Opernsänger (Bariton)
- Hocks, Michael (* 1943), deutscher Musikmanager und Intendant
- Hockwin, Natascha (* 1982), deutsche Schauspielerin

### Hocm
- Hocmelle, Pierre-Edmond (1824–1895), französischer Organist und Komponist

### Hocq
- Hocq, Christine (* 1970), französische Triathletin
- Hocquard, Emmanuel (1940–2019), französischer Schriftsteller und Übersetzer
- Hocquél, Wolfgang (* 1947), deutscher Bauingenieur, Denkmalpfleger und Kunstwissenschaftler
- Hocquenghem, Guy (1946–1988), französischer Autor und Philosoph

### Hoct
- Hoctor, Máire (* 1963), irische Politikerin (Fianna Fáil)